# Idioma español
El español o castellano es una lengua romance procedente del latín hablado, perteneciente a la familia de lenguas indoeuropeas. Forma parte del grupo ibérico y es originaria de Castilla, reino medieval de la península ibérica. 
Actualmente, hay más de 600 millones de personas que hablan español, de las cuales casi 500 millones son hablantes nativos, que se suman a quienes tienen competencia limitada (cerca de 78 millones) y los estudiantes (más de 24 millones).
Es el idioma más estudiado en todos los niveles de enseñanza de los Estados Unidos y la segunda lengua más estudiada en la educación secundaria superior de la Unión Europea. A nivel global, es la cuarta lengua más estudiada del mundo, con 24,2 millones de alumnos. Es, además, la cuarta lengua más hablada del mundo —tras el inglés, el chino mandarín y el hindi— y la segunda lengua más hablada por número de hablantes nativos, después del chino mandarín. Así pues, puede ser considerado como el segundo idioma en comunicación internacional tras el inglés.
El español es la tercera lengua más utilizada para la producción de información en los medios de comunicación, como también la tercera lengua con más usuarios de Internet, después del chino y el inglés. En 2019, tenía unos 364 millones de usuarios en internet, lo cual representaba el 7,9% del total.
La lengua es hablada principalmente en España e Hispanoamérica. En 2015, se estimó que en los Estados Unidos había más de 40 millones de hispanohablantes. En Filipinas, donde el español ya no es lengua de habla mayoritaria ni oficial, sigue manteniendo importancia en el sentido cultural, histórico y lingüístico. En Andorra, la mayoría de la población sabe hablar español. En Guinea Ecuatorial, donde es lengua oficial, alrededor del 70% de su población sabe hablar español. En los campos de refugiados saharauis, el español es también un idioma significativo.
Es uno de los seis idiomas oficiales de la Organización de las Naciones Unidas. Es también idioma oficial en varias de las principales organizaciones internacionales ―la Unión Europea, la Unión Africana, la Organización de Estados Americanos, la Organización de Estados Iberoamericanos, el Tratado de Libre Comercio de América del Norte, la Unión de Naciones Suramericanas, la Comunidad del Caribe, los Estados de África, del Caribe y del Pacífico y el Tratado Antártico, entre otras― y en el ámbito deportivo, la FIBA, la FIFA, la Asociación Internacional de Federaciones de Atletismo, etc.
El español, como otras lenguas romances, es el resultado de siglos de evolución a partir del latín hablado (denominado latín vulgar) desde el siglo III aproximadamente. Tras la caída del Imperio romano, el latín vulgar de la Hispania romana se fue transformando y divergiendo de las otras variantes del latín que se hablaban en otras provincias del antiguo Imperio. Las transformaciones dieron lugar, tras una lenta evolución, a las distintas lenguas romances que existen hoy en día. El léxico del español tiene muchos extranjerismos adaptados (latinismos, italianismos, occitanismos, helenismos, arabismos, germanismos, indigenismos, americanismos, africanismos, etc.). La mayoría de las palabras del idioma español provienen del latín y se estima que un 10% de las palabras del español derivarían del griego.
El idioma español o castellano es uno de los cuatro idiomas junto al inglés, francés y portugués que es oficial y hablado en más de dos continentes.

## Aspectos históricos, sociales y culturales

### Nombre

#### Etimología
Según la Real Academia Española (RAE), la palabra «español» procede del provenzal espaignol, y este del latín medieval Hispaniolus, que significa «de Hispania» (España).
La forma en latín HĬSPĀNĬOLUS procede de la denominación latina de la provincia de HĬSPĀNĬA que incluía a la península ibérica, más bien, de su forma ultracorrecta. Cabe recordar que en latín tardío no se pronunciaba la /H/. La abertura de la /Ĭ/ latina breve en /e/ habría dado por tanto en protorromance: ESPAŇOL(U).
Otra hipótesis sostiene que «español» procede del occitano espaignon. Menéndez Pidal ofrece otra explicación etimológica: el clásico hispanus o hispánicus tomó en latín vulgar el sufijo -one (como en borgoñón, bretón, frisón, lapón, sajón, etc.) y de *hispanione se pasó en castellano antiguo a españón, «luego disimilando las dos nasales se llegó a español, con la terminación -ol, que no se usa para significar naciones».
La otra denominación, el castellano, procede del latín castellanus, que significa de Castilla, reino medieval situado en la parte central de la península ibérica y origen de esta lengua. Coloquialmente, la lengua se conoce también como "castilla" en algunas áreas rurales e indígenas de Guatemala y Honduras, pues se empezó a enseñar poco después de la incorporación de los nuevos territorios a la Corona de Castilla. Según Miguel Ángel Asturias, la expresión "hablar en castilla (castellano)" se contrapone en estos ámbitos a "hablar en lengua", que se refiere a los idiomas o dialectos indígenas locales, desde la conquista y colonización de América, cuando se conocía como "lengua" a los intérpretes indígenas.

#### Polémica en torno a «español» o «castellano»
La polémica en torno a los términos «español» y «castellano» estriba en si resulta más apropiado denominar a la lengua hablada en Hispanoamérica, en España y en otras zonas hispanohablantes con uno u otro término, o bien si ambas son formas perfectamente sinónimas y aceptables.
Como muchas de las controversias relacionadas con la denominación de una lengua identificable con un determinado territorio (español con España, y castellano con Castilla, el antiguo reino de donde surge el idioma y se empieza a enseñar en América), o que lleva aparejada una ideología o un pasado histórico que provoca rechazo, o que implica una lucha en favor de una denominación única para facilitar su identificación internacional y la localización de las producciones en dicha lengua (por ejemplo, en redes informáticas), la controversia es extralingüística.
Desde el punto de vista estrictamente lingüístico, no es posible justificar preferencias por una denominación u otra.
En el ámbito normativo o prescriptivo, según la normativa establecida por los principales organismos de política lingüística del área hispanohablante en lo relativo a la codificación del estándar idiomático (Real Academia Española y Asociación de Academias de la Lengua Española), «castellano» y «español» son términos sinónimos, aunque el Diccionario panhispánico de dudas, obra de esta misma institución de carácter normativo, señala: «El término español resulta más recomendable por carecer de ambigüedad, ya que se refiere de modo unívoco a la lengua que hablan hoy cerca de cuatrocientos millones de personas. Asimismo, es la denominación que se utiliza internacionalmente (Spanish, espagnol, Spanisch, spagnolo, etc.)».
Asimismo, el diccionario normativo editado por la Real Academia Española y la Asociación de Academias de la Lengua Española se titula Diccionario de la lengua española.
Determinados autores han mostrado su preferencia por uno u otro término, como el lingüista venezolano Andrés Bello, que titulaba su principal obra Gramática de la lengua castellana, o el valenciano Gregorio Mayans, que escribía, en 1737, en su libro Orígenes de la lengua española lo siguiente:

Por «lengua española» entiendo aquella lengua que solemos hablar todos los españoles cuando queremos ser entendidos perfectamente unos de otros.

Por otra parte, la Constitución española de 1978, en su artículo tercero, utiliza la denominación específica de «castellano» para la lengua, diferenciándola de las otras «lenguas españolas» también existentes, tales como el euskera, el aragonés, el catalán o valenciano, el asturleonés, el gallego o el aranés.
En cuanto a los filólogos, algunos autores justifican el uso preferente de uno u otro vocablo a partir de su origen y evolución histórica, interpretados de maneras distintas.

#### Posición actual de la RAE
Actualmente la RAE prefiere el uso del término «español» en lugar del término «castellano», a pesar de considerar válidos ambos para referirse al nombre oficial del idioma. También considera al castellano un dialecto del español que se habla en la región española de Castilla. No obstante, debe mencionarse que, cuando la RAE se funda en 1713, tomando como modelo a las academias francesa e italiana, se marcó como objetivo esencial la elaboración de un diccionario de la lengua castellana, «el más copioso que pudiera hacerse». Ese propósito se hizo realidad con la publicación del Diccionario de autoridades, editado en seis volúmenes, entre 1726 y 1739.

ESPAÑOL. Para designar la lengua común de España y de muchas naciones de América, y que también se habla como propia en otras partes del mundo, son válidos los términos castellano y español. La polémica sobre cuál de estas denominaciones resulta más apropiada está hoy superada. El vocablo «español» resulta más recomendable por carecer de ambigüedad, ya que se refiere de modo unívoco a la lengua que hablan hoy más de cuatrocientos millones de personas. Asimismo, es la denominación que se utiliza internacionalmente (Spanish, espagnol, Spanisch, spagnolo, etc.). Aun siendo también sinónimo de español, resulta preferible reservar el término «castellano» para referirse al dialecto románico nacido en el Reino de Castilla durante la Edad Media, o al dialecto del español que se habla actualmente en esta región. En España, se usa asimismo el nombre castellano cuando se alude a la lengua común del Estado en relación con las otras lenguas cooficiales en sus respectivos territorios autónomos, como el catalán, el gallego o el vasco.
Diccionario panhispánico de dudas, 2005, págs. 271-272.

### Historia

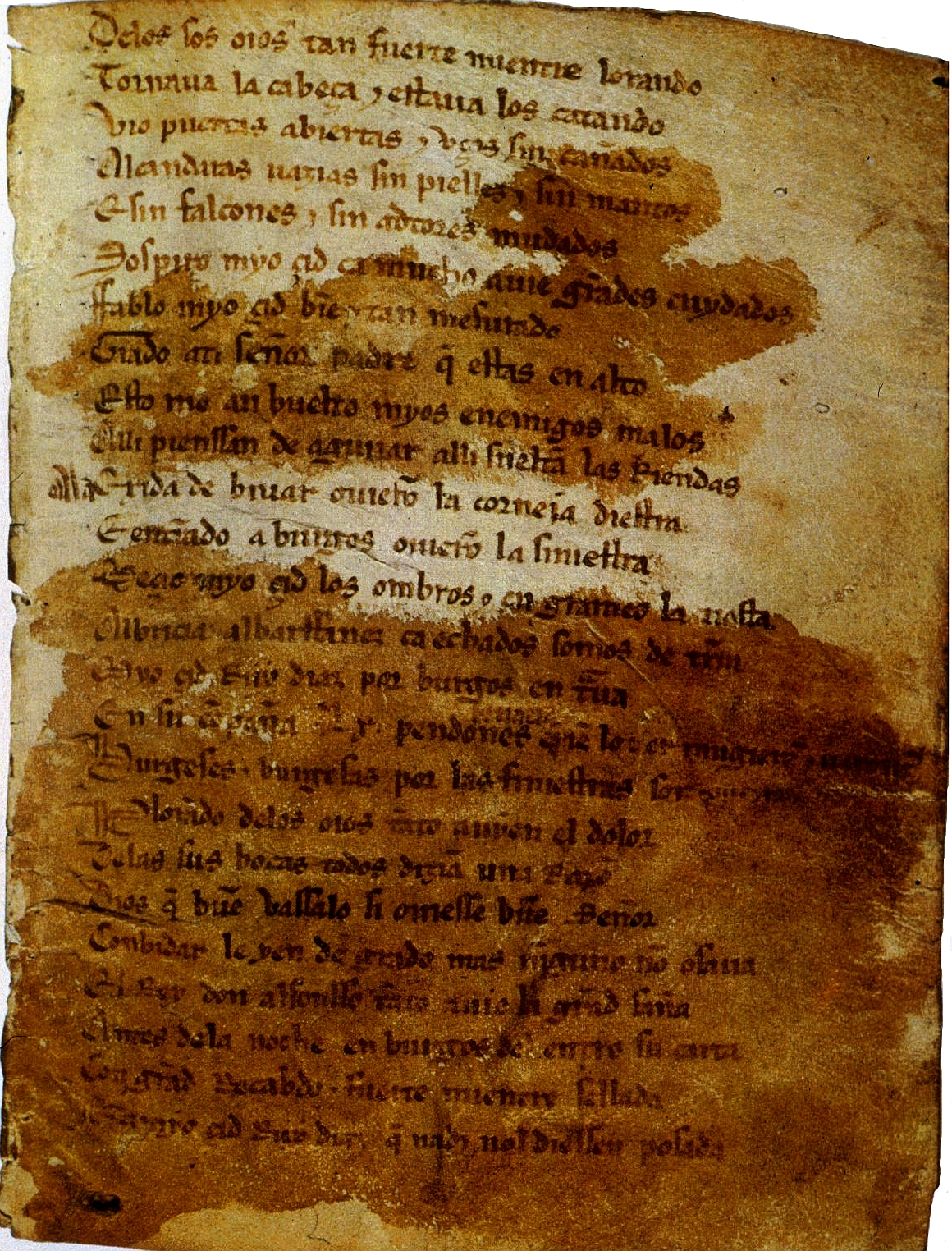
Una página del Cantar de mio Cid.

La historia del idioma castellano comienza con el latín vulgar del Imperio romano, concretamente con el de la zona central de Hispania. Tras la caída del Imperio romano en el siglo V, la influencia del latín culto en la gente común fue disminuyendo paulatinamente. El latín hablado de entonces fue el fermento de las variedades romances hispánicas, origen de la lengua española. En el siglo VIII, la invasión musulmana de la península ibérica hace que se formen dos zonas bien diferenciadas. En al-Ándalus, se hablaban los dialectos romances englobados con el término mozárabe, además de las lenguas de la minoría invasora (árabe y bereber). Mientras, en la zona en que se forman los reinos cristianos desde pocos años después del inicio de la dominación musulmana, continúa una evolución divergente, en la que surgen varias modalidades romances: la catalana, la navarro-aragonesa, la castellana, la astur-leonesa y la gallego-portuguesa.
A partir de finales del siglo XI es cuando comienza un proceso de asimilación o nivelación lingüística, principalmente, entre los dialectos románicos centrales de la península ibérica: astur-leonés, castellano y navarro-aragonés, pero también del resto. Este proceso es el que dará como resultado la formación de una lengua común española, el español. Cada vez son más los filólogos que defienden esta teoría (Ridruejo, Penny, Tuten, Fernández-Ordóñez). También se ha resaltado el peso del mozárabe de Toledo, ciudad en la que el castellano escrito comenzó su normalización. Sin embargo, otros filólogos siguen defendiendo los postulados pidalianos del predominio del dialecto castellano en la formación del español y su expansión por un proceso de castellanización por el resto de territorios peninsulares.
El dialecto románico castellano, uno de los precursores de la lengua española, se considera tradicionalmente originado en el condado medieval de Castilla (sur de Cantabria y norte de Burgos), con posible influencia vasca y visigótica. Algunos investigadores defienden el concepto de cuna del castellano que ha sido asignado primero al municipio de San Millán de la Cogolla, en la Rioja, y posteriormente a la localidad de Valpuesta, en la provincia de Burgos. Los textos más antiguos que contienen rasgos y palabras similares al castellano son los documentos escritos en latín y conocidos como Cartularios de Valpuesta, conservados en la iglesia de Santa María de Valpuesta (Burgos), un conjunto de textos que constituyen copias de documentos, algunos escritos en fecha tan temprana como el siglo IX. El director del Instituto Castellano y Leonés de la Lengua concluyó que:

«ese latín “estaba tan alejado de la rectitud, presentaba un estado tan evolucionado o corrompido …
Se puede concluir que la lengua de los becerros de Valpuesta es una lengua latina asaltada por una lengua viva, de la calle y que se cuela en estos escritos”».

Las Glosas Emilianenses de finales del siglo X o principios del XI, conservadas en el monasterio de Yuso en San Millán de la Cogolla (La Rioja), fueron consideradas por Ramón Menéndez Pidal como el testimonio más antiguo de lengua española. Sin embargo, hay teorías posteriores que afirman que esos documentos corresponden al romance navarro-aragonés, no al romance castellano.
Un momento decisivo en el afianzamiento del idioma español se dio durante el reinado de Alfonso X de Castilla (1252-1284). Si los cantares de gesta estaban escritos en esa lengua vulgar ―el castellano― y por eso mismo eran populares, podría pensarse que las obras cultas y literarias producidas en la Corte toledana del citado rey deberían ser redactadas en latín, única lengua culta que toda la Europa cristiana había admitido hasta esa época; por eso resultó una verdadera revolución cultural el hecho de que Alfonso X el Sabio decidiese dirigir un buen número de obras de elevada cultura redactadas en castellano, un idioma hasta entonces desairado por las personas letradas por considerarlo demasiado prosaico,[cita requerida] además de otras escritas en latín. También escribió en galaico-portugués. Esto dio lugar al reconocimiento oficial de las lenguas vernáculas, que podían alternar desde entonces con el latín, un idioma respetado por todas las personas ilustradas.
El español se extendió por la península durante la Baja Edad Media debido a la continua expansión de los reinos cristianos en este período, en la llamada Reconquista. La incorporación a la Corona de Castilla de los reinos de León y Galicia con Fernando III de Castilla y la introducción de una dinastía castellana en la Corona de Aragón con Fernando I de Aragón en 1410 y más tarde, la unión final peninsular con los Reyes Católicos acrecentaron la asimilación y nivelación lingüística entre los dialectos de los diferentes reinos.[cita requerida]

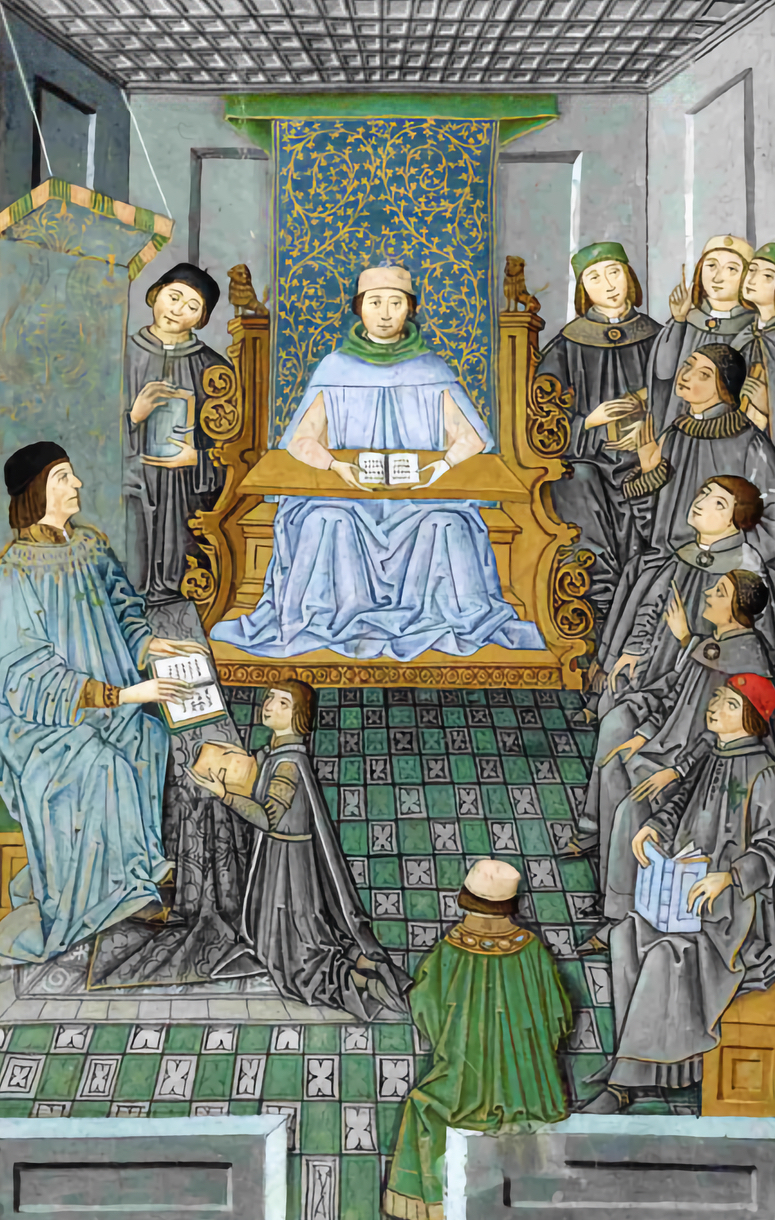
Antonio de Nebrija autor de la Gramática, la primera gramática publicada en imprenta de una lengua europea moderna.

El primer libro impreso en español se publicó hacia 1472. En el siglo XV, la lengua común española se había introducido en gran parte de la península ibérica. En 1492 el sevillano Antonio de Nebrija publicó en Salamanca su Grammatica, primer tratado de gramática de la lengua española, y el primero publicado «en molde» de una lengua europea moderna. También son de Nebrija las primeras "Reglas de ortografía en la lengua castellana", impresas en Alcalá de Henares en 1517, en las que postula la ortografía como una relación biunívoca entre la pronunciación y la escritura.
Se estima que a mediados del siglo XVI el 80% de los españoles hablaba español. En esa época ya había comenzado el reajuste consonántico, que significó la reducción del sistema fonémico al pasar, por la pérdida del rasgo de sonoridad, de seis consonantes sibilantes a solo dos o tres según la variedad.
La colonización de América, iniciada en el siglo XVI expandió el español por la mayor parte del continente americano, tomando préstamos que enriquecieron su vocabulario de idiomas nativos como el náhuatl o el quechua, lenguas sobre las que también tuvo un notable impacto. Tras conseguir la independencia los nuevos estados americanos iniciaron procesos de unificación lingüística que terminaron de extender el idioma español a través de todo ese continente, desde California hasta Tierra del Fuego.
A lo largo de los siglos XVII y XVIII surgen infinidad de publicaciones periódicas públicas y privadas en español. La primera ve la luz en Madrid en 1661 de la mano de Julián Paredes (Gazeta nueva), y la siguen numerosas publicaciones en Salamanca, León, Granada, Sevilla y Zaragoza. En los territorios bilingües también comienzan a aparecer publicaciones periódicas en español. La primera fue en 1792, el Diario de Barcelona, que también fue el primer periódico en español de Cataluña.[cita requerida] Le siguieron El Correo de Gerona (1795), Diario de Gerona (1807) y aun antes en ciudades también bilingües como Palma de Mallorca (1778), Vigo o Bilbao. En América el español pasó a ser la lengua normal en la enseñanza, en detrimento de las lenguas generales basadas en lenguas indígenas. Se estima que el español era conocido hacia 1810 por un tercio de los habitantes de la América española.
El idioma español siempre tuvo numerosas variantes que, si bien respetan el tronco principal latino, tienen diferencias de pronunciación y vocabulario, como sucede con cualquier otra lengua. A esto hay que agregar el contacto con los idiomas de las poblaciones nativas, como el aimara, chibcha, guaraní, mapudungun, maya, náhuatl, quechua, taíno y tagalo, entre otros, que hicieron también contribuciones al léxico del idioma, no solo en sus zonas de influencia, sino en algunos casos en el léxico global.

## Distribución geográfica

Idioma español / castellano
Lengua materna.
Lengua cooficial no mayoritaria.
Lengua no oficial hablada por un 20% o más de la población o lengua cultural.
No hay información disponible.

Países donde el español es considerado la lengua oficial de jure o de facto.

El español o castellano es la lengua oficial de diecinueve países en América, además de España y Guinea Ecuatorial, y tiene un cierto grado de reconocimiento en Filipinas y en la República Árabe Saharaui Democrática (país no reconocido internacionalmente), pero sus hablantes se distribuyen por los cinco continentes:

### América
| 50% 30% | 20% 10% | 5% 2% |

Porcentaje de hispanoparlantes en los estados del continente americano.
50%
30%
20%
10%
5%
2%

En América se encuentran alrededor del 90% del total de hablantes de español en el mundo, unos 400 millones de personas. Además de en 19 países de Hispanoamérica, el español es hablado por una parte significativa de la población de Estados Unidos, principalmente inmigrantes recientes. Tanto en América Latina como en Estados Unidos hay un importante aumento en el número de hablantes. Anteriores presidentes de Estados Unidos son conocedores del idioma y Barack Obama lo estudió y tiene buena pronunciación en la lectura.
La mayoría de los hispanohablantes se encuentran en Hispanoamérica, conformando más de 400 millones de personas.
México es el país con el mayor número de hablantes (casi una cuarta parte del total de hispanoparlantes del mundo), aunque no es la lengua oficial del estado. En 2003, México reconoció como idiomas nacionales también a las lenguas indígenas.
Es la lengua oficial de Argentina, Panamá, Costa Rica, El Salvador, Bolivia, Colombia, Cuba, Ecuador, Guatemala, Honduras, Nicaragua, Paraguay, Perú, República Dominicana y Venezuela. No tiene reconocimiento de lengua oficial en otros países americanos donde es lengua hablada y mayoritaria, como es el caso de Chile, México y Uruguay. En Puerto Rico, la Constitución de 1952 establece el español junto al inglés como idiomas oficiales. En septiembre de 2015, se presentó el Proyecto del Senado 1177 para establecer la utilización del español en primer lugar en los poderes ejecutivo, legislativo y judicial del Estado Libre Asociado de Puerto Rico.

#### Estados Unidos

Distribución de los hispanohablantes en los Estados Unidos en el Censo de 2010.

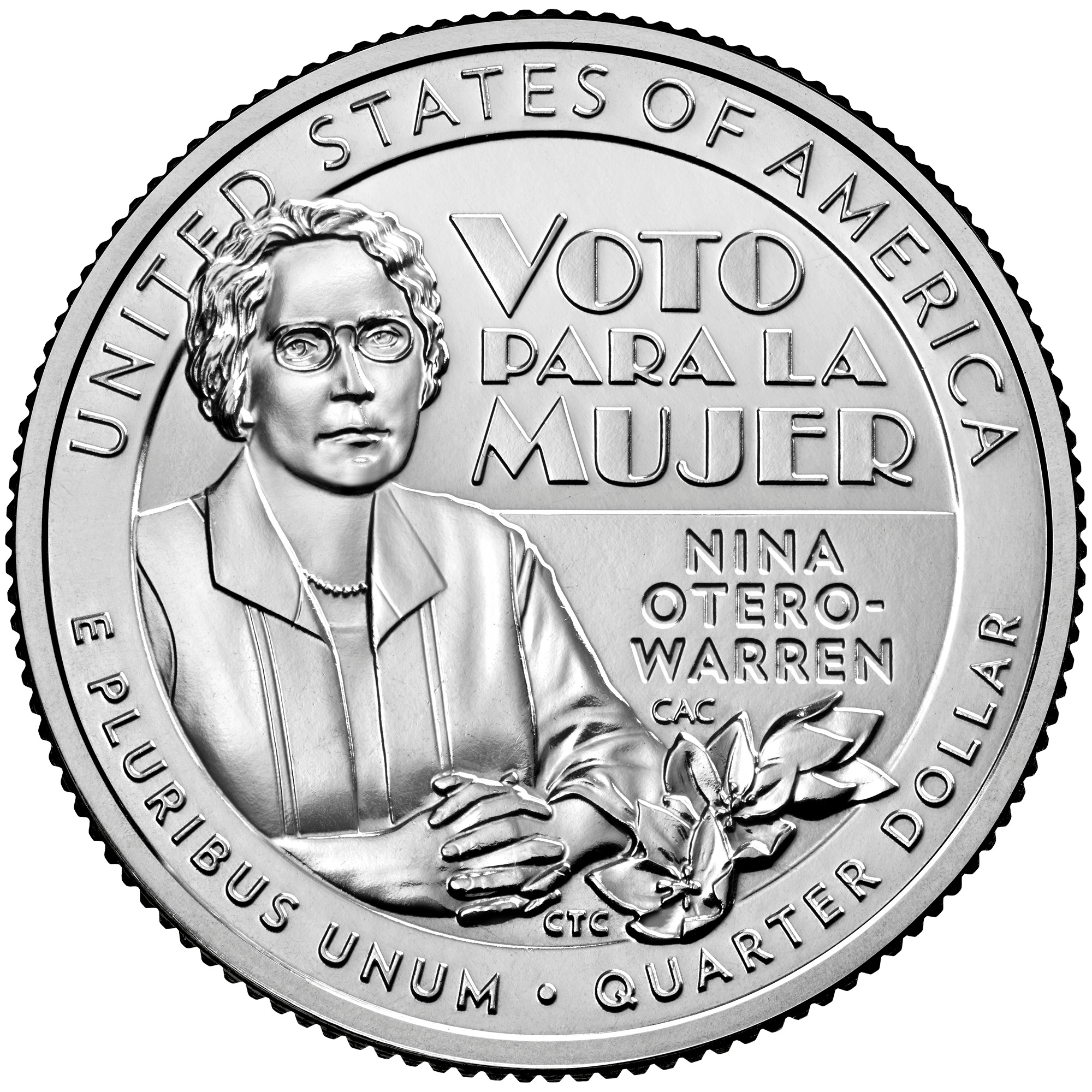
Una moneda de 25 centavos de Estados Unidos en español. El español es el segundo idioma más hablado en Estados Unidos con unos 58 millones de hispanohablantes (nativos y como segundo idioma), siendo el segundo país con más hispanohablantes del mundo, detrás de México.

Estados Unidos es el segundo país con más hablantes de español en el mundo después de México, con un avance progresivo del bilingüismo, sobre todo en los estados de California, Nuevo México y Texas, en los que existen programas oficiales bilingües de español para residentes procedentes de Hispanoamérica. Así por ejemplo, en California muchas actividades de gobierno, documentos y servicios están disponibles en español. La sección 1632 del Código Civil de California reconoce al idioma español como la lengua de la considerable y creciente comunidad hispana, de ahí que la ley Dymally-Alatorre instituya un bilingüismo inglés-español, sin la exclusión necesaria de otras lenguas. En el estado de Nuevo México, el español se utiliza incluso en la administración estatal, aunque ese estado no tiene ninguna lengua oficial establecida en su constitución. El español neomexicano hablado por hispanohablantes nativos del estado (no por inmigrantes recientes) se remonta a los tiempos de la colonización española en el siglo XVI y conserva numerosos arcaísmos. La Comisión de Derechos Civiles de Estados Unidos reconoce que en 1912:

“los neomexicanos tuvieron éxito a la hora de proteger su herencia, insertando provisiones en su constitución que hacen del español una lengua oficial igual que el inglés”.

En Texas, el gobierno, a través de la sección 2054.116 del Código Gubernamental, ordena que las agencias estatales proporcionen la información en sus páginas web en español. Otros estados de la Unión también reconocen la importancia del castellano en su territorio. En Florida, por ejemplo, está muy extendido su uso por la presencia de una numerosa comunidad de origen cubano, principalmente en el área metropolitana de Miami. El español tiene una larga historia en Estados Unidos; muchos estados y accidentes geográficos tienen su nombre en ese idioma, pero el uso de la lengua española ha aumentado sobre todo por la inmigración proveniente del resto de América. Una muestra de la expansión del idioma en el país es la numerosa presencia de medios de comunicación en español. El español también se concentra especialmente en ciudades cosmopolitas como Nueva York, Los Ángeles, Chicago, Miami, Houston, Dallas, San Antonio, Denver, Baltimore, Portland y Seattle. El español, además, es la lengua más enseñada en el país.
Estados Unidos es el segundo país, tras Israel, con mayor número de hablantes de judeoespañol o ladino. Concretamente se estima que hay unas 300 000 personas que lo hablan. El seguimiento y contabilización de las comunidades sefardíes tanto en Estados Unidos como en el resto del mundo ha mejorado notablemente tras la ley española del año 2015 que permite a los sefardíes, que cumplan una serie de requisitos, solicitar la nacionalidad española.

#### Brasil
El español siempre ha sido importante en Brasil a causa de la proximidad y el comercio creciente con sus vecinos hispanoamericanos, siendo miembro de Mercosur, así como por la inmigración histórica de españoles e hispanoamericanos. En 2005, el Congreso Nacional de Brasil aprobó el decreto, firmado por el presidente, conocido como ley del español, que ofrece esta lengua como primera lengua extranjera de enseñanza en los colegios y liceos del país. El español es una lengua fácil de aprender para los brasileños, gracias a que el portugués es una lengua similar al español. En la zona fronteriza entre Brasil y Uruguay (principalmente en Uruguay) se habla una lengua mixta llamada portuñol.
La constitución del estado de Río de Janeiro y una deliberación del gobierno del estado de São Paulo incluyen el español de modo oficial en los centros de enseñanza secundaria. Así el artículo 317.3 de la constitución del estado de Río de Janeiro de 1989 declara:

«La lengua española pasa a formar parte del núcleo obligatorio de disciplinas de todas las series del segundo grado de la red estatal de enseñanza, teniendo en cuenta primordialmente, lo que establece la constitución de la República en su artículo cuarto, párrafo único».

Y el artículo 2 de la deliberación n.º 77 del consejo estatal de educación del gobierno del estado de São Paulo de 2008 reconoce:

«El español es un componente curricular obligatorio, según la legislación federal en vigor, a ser desarrollado de acuerdo con los términos de las orientaciones contenidas en la indicación cee n.º 77/08 que forma parte de la deliberación».

La UNILA, universidad pública de la región sur brasileña que coordina y proporciona profesorado de castellano a las escuelas estatales de Río Grande del Sur, Santa Catarina y Paraná, cooficializó el español. En los últimos años, debido a la crisis migratoria venezolana, el fronterizo estado brasileño de Roraima ha pasado a ser el lugar con más hablantes de español de Brasil. Se estima que alrededor de 50 000 venezolanos residen actualmente en Roraima, lo que constituye aproximadamente el 10% de la población del estado. En 2005, el entonces ministro de la educación, Fernando Haddad, y el entonces presidente de la república brasileña Luiz Inácio Lula da Silva, firmaron la Ley n.º 11.161, que quedó conocida como “Lei do espanhol”. Según sus términos, su objetivo era tratar específicamente sobre la enseñanza de español en Brasil.

#### Canadá

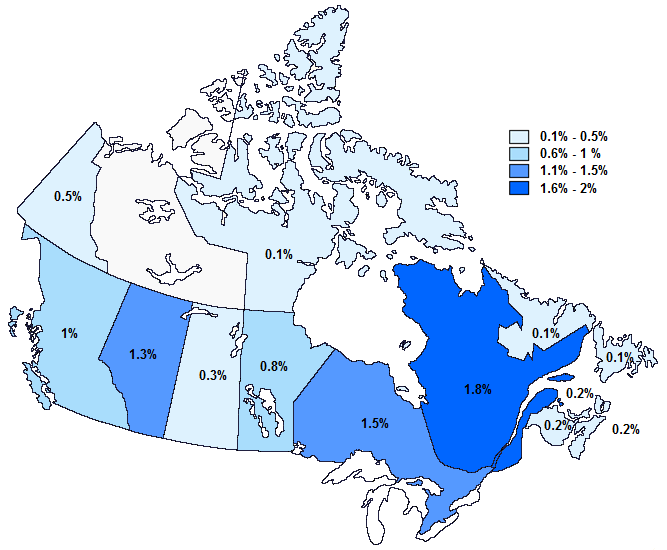
Distribución del idioma español en Canadá en 2011.

En Canadá, el español es el quinto idioma más hablado después del inglés, francés, chino y el indostánico. Según el censo de 2021, hay 600 795 hispanohablantes en Canadá, lo que supone un 1,6% de la población nacional. La población total que sabe hablar español en Canadá, incluyendo hablantes no nativos, ha ido aumentando progresivamente desde 1991: 1,5% de la población nacional en 1991, 2,1% en 2001, 2,6% en 2011 y 3,2% en 2021.
En 2011, la población inmigrante de habla hispana en Canadá suponía el 1,3%, y casi otro tanto lo hablaban como segunda lengua. Aproximadamente la mitad se concentra en Toronto.

#### Belice
El español no es oficial en Belice, pero es la lengua materna de la mayoría de los habitantes de tres de los seis distritos del país, los cuales son Orange Walk, Corozal y Cayo. El español es lengua de aprendizaje obligatorio en las escuelas de Belice. El uso y conocimiento del español en Belice ha ido aumentando progresivamente desde 1991, siendo hablado «muy bien» por el 43,7% de la población en 1991, el 52,1% en 2000, y por el 56,6% en 2010.

#### Aruba, Bonaire y Curazao

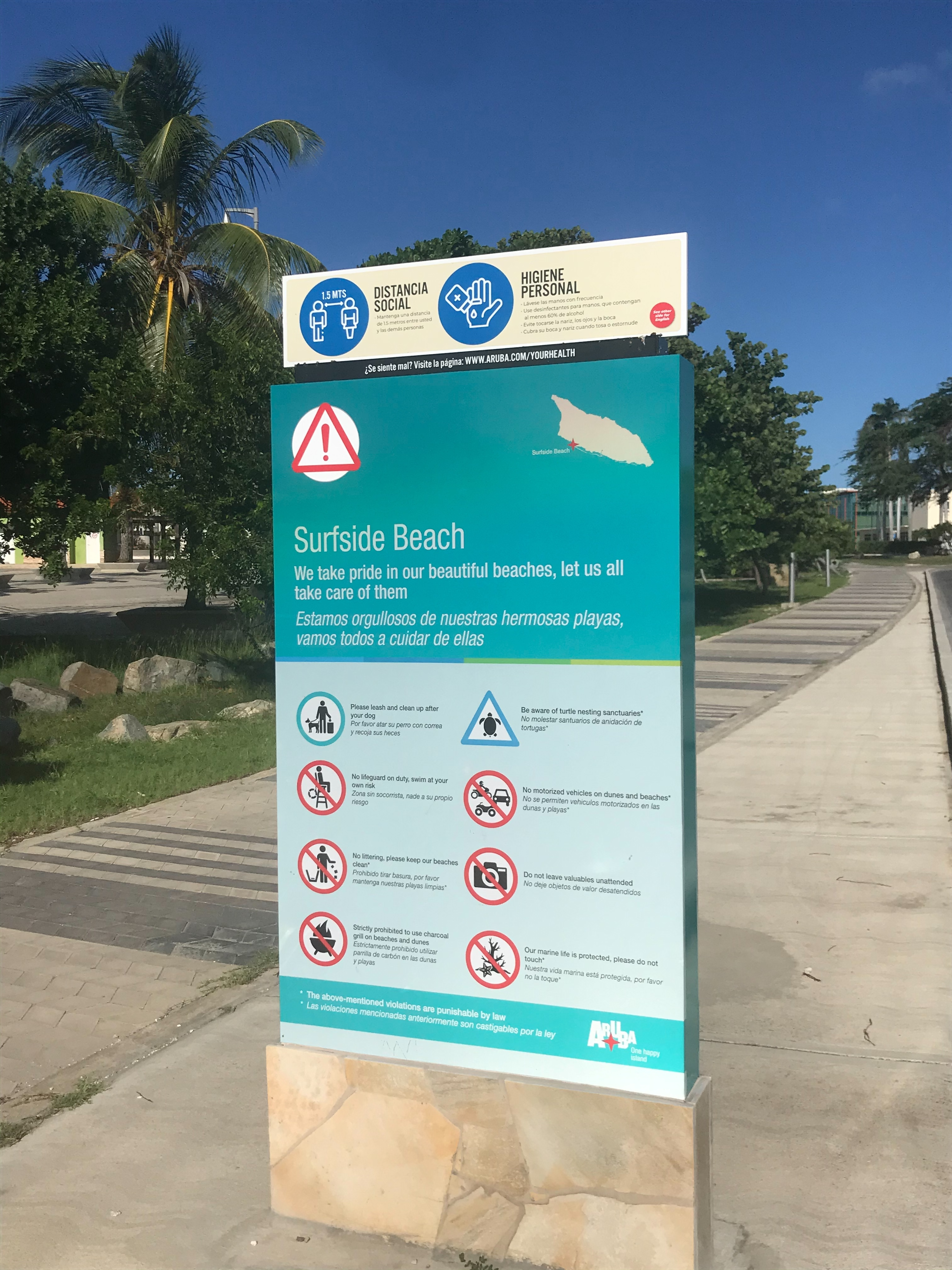
Un cartel en Aruba en inglés y español. El español es el segundo idioma más hablado en Aruba y Bonaire tras el papiamento.

En la isla caribeña de Aruba, lo habla gran cantidad de personas, siendo la segunda lengua más hablada en casas arubeñas según datos de 2023, hablada por el 13,7% de la población de Aruba. En las vecinas Bonaire y Curazao lo habla una minoría. En Bonaire, el 11,8% de la población hablaba español en 2001, el segundo más hablado después del papiamento. En Curazao, el español es hablado por el 5,6% de la población según datos de 2023, siendo el tercer idioma más hablado de Curazao tras el papiamento y el neerlandés.
Debido a la cercanía con Venezuela, en las tres islas se reciben medios de comunicación en español, principalmente canales televisivos, debido a los estrechos vínculos comerciales y la importancia del turismo hispanohablante. En los últimos años, también se introdujo la enseñanza básica obligatoria del castellano en las escuelas, aunque sin carácter oficial (las únicas lenguas oficiales de Aruba, Bonaire y Curazao son el neerlandés y el papiamento: mezcla de español y afroportugués).

#### Otros países del Caribe

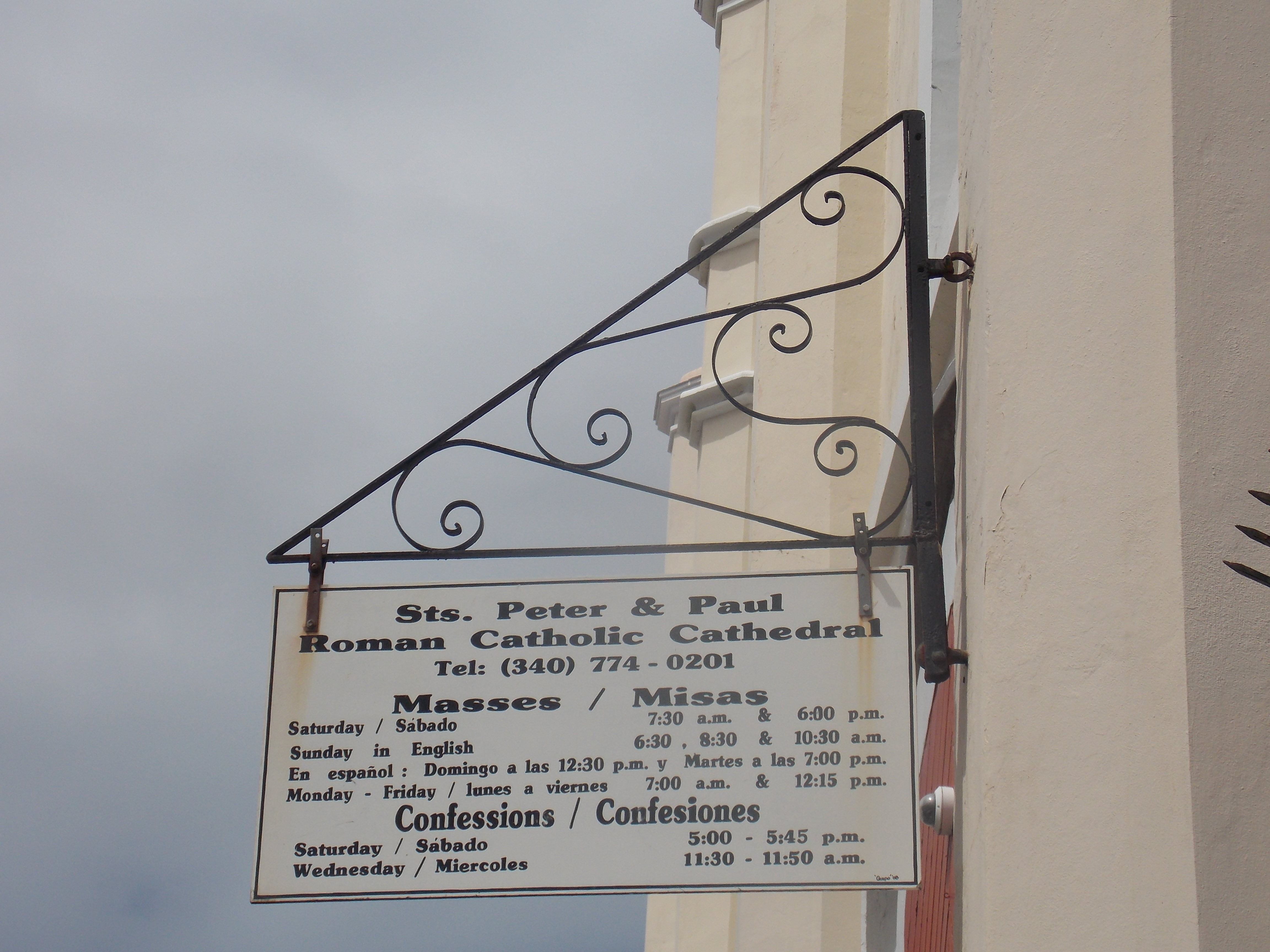
Un cartel bilingüe en inglés y español en las Islas Vírgenes de los Estados Unidos.

El español no es idioma oficial de Haití. Aunque su idioma oficial es el francés, el criollo haitiano (idioma que proviene del francés) es ampliamente hablado. Cerca de la frontera con la vecina República Dominicana, el español básico es comprendido y hablado coloquialmente. En los estudios secundarios reglados aprender español es obligatorio desde los 15 hasta los 18 años. Se estima que más de un millón y medio de haitianos pueden comunicarse en español, sin considerar la diáspora.[cita requerida]
En las Islas Vírgenes de los Estados Unidos el español es el segundo idioma más hablado tras el inglés, siendo hablado por aproximadamente un 17% de la población en 2010, procedente sobre todo de Puerto Rico y la República Dominicana.
En Trinidad y Tobago, goza de un estatus especial y es de aprendizaje obligatorio en las escuelas públicas. En Jamaica es la lengua extranjera más estudiada en la educación secundaria desde los 12 hasta los 14 años. Otras islas caribeñas cuentan con comunidades de hispanohablantes debido a su cercanía a los países de habla hispana del entorno y las correspondientes migraciones de países como República Dominicana o Venezuela, motivo por el cual el español se enseña como segunda lengua en el sistema educativo de algunos de ellos.[cita requerida]

### Europa

Conocimiento del español en la Unión Europea (capaz de mantener una conversación) según el Eurobarómetro de 2006.
País nativo
Más de un 9%
Entre un 4% y un 8,99%
Entre un 1% y un 3,99%
Menos de un 1%

España es el único lugar de Europa donde el idioma es oficial, sin embargo es usado fuera de sus fronteras como Gibraltar. En Andorra es la segunda lengua más hablada actualmente, sin ser la lengua tradicional ni oficial, que es el catalán. El español se utiliza también en pequeñas comunidades de otros países europeos, principalmente en Portugal, Francia, Italia, Reino Unido, Alemania, Bélgica y Suiza (donde es lengua materna del 1,7% de la población, representando la lengua minoritaria más hablada en este país por detrás de tres de las cuatro lenguas oficiales). El español es una de las lenguas oficiales de la Unión Europea (UE). Casi 23 millones de europeos mayores de 12 años hablan español fuera de España en la UE, contando los que lo han aprendido como lengua extranjera y son capaces de mantener una conversación. En total habría unos 70 millones de hablantes de español en Europa.
En 2020, Rusia incorporó al español como idioma extranjero en la enseñanza pública, en total 2 horas a la semana, esto se da después de que el gobierno ruso implementara la obligatoriedad de estudiar una segunda lengua extranjera. Desde 2009, Rusia lanzó el canal RT que emite noticias y reportajes completamente en español.

### Asia

#### Filipinas

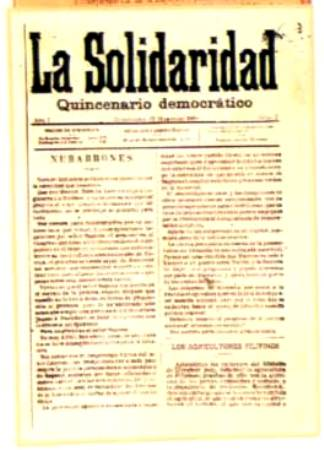
La Solidaridad

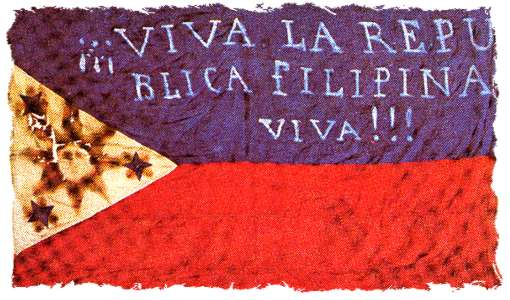
Bandera temprana de los revolucionarios filipinos ("¡Viva la República de Filipinas!"). Las dos primeras constituciones fueron escritas en español.

Actualmente, el idioma español en Filipinas no se habla por la gran mayoría de la población. No obstante, su presencia en este país —otrora provincia española de ultramar—, tanto dentro de la lengua local como en el día a día, se hace patente en muchos sustantivos de uso común, en el calendario, en las costumbres religiosas, en los antropónimos filipinos y en muchos de sus topónimos (incluidas demarcaciones administrativas).
El español fue oficial en Filipinas desde 1571 (comienzo del dominio español de las islas) hasta 1987, cuando la «constitución Cory» de ese año suprimió su oficialidad. Si bien, ya a partir de 1973 había perdido mucho peso representativo a nivel oficial, con la proclamación presidencial/155 de 15 de marzo de ese año (todavía en vigor a día de hoy) que declaraba el español como lengua reconocida solo para «todos aquellos documentos de la época colonial no traducidos a la lengua nacional». Actualmente, la Constitución filipina solo menciona al filipino y al inglés como lenguas oficiales («hasta nuevo aviso», según el propio texto), además de las lenguas indígenas en sus respectivos territorios. El español y el árabe son idiomas promovidos en la Constitución a base voluntaria, y no se menciona su oficialidad, aunque sí se garantiza el derecho a que se brinde a la población traducciones de la Constitución filipina en dichos idiomas, así como en los principales idiomas regionales.
Tras la guerra hispano-estadounidense, Filipinas pasó a ser colonia del país norteamericano a partir de 1899. En los años siguientes, las autoridades siguieron una política de deshispanización a favor del inglés. Después de la guerra filipino-estadounidense, se diezmó a la burguesía urbana hispanoparlante, la cual quedó prácticamente aniquilada tras la Segunda Guerra Mundial. Se ha calculado que a finales del siglo XIX aproximadamente un 10% de la población filipina hablaba español nativamente y otro 60% lo hablaba como segunda lengua; en 1950, los hablantes pasaron a ser un 6%; y en la actualidad se barajan cifras de menos del 0,5%. También sobreviven lenguas criollas de base española, especialmente el chabacano de Zamboanga.
A lo largo de los años, Filipinas ha tenido presidentes más o menos proclives al apoyo institucional de la lengua y cultura españolas en ese país. La última presidenta hispanófila fue Gloria Macapagal-Arroyo, cuya iniciativa educativa de introducir el español en los planes de estudios nacionales le valió el Premio Internacional Don Quijote de 2009. En los años siguientes a su adopción, fue la segunda lengua extranjera más estudiada tras el inglés, impartida en hasta 65 centros públicos. Sin embargo, generalmente no se ha podido probar que dicha iniciativa logró incrementar el interés de los jóvenes por el español, ni existen indicios que muestren que haya habido algún aumento palpable en el número de personas capaces de comunicarse en este idioma.

#### Israel
En Israel existe una importante comunidad sefardí, parte de la cual (se barajan cifras de decenas de miles de personas) aún se comunica —en distintos niveles— en el idioma judeoespañol, herencia de los judíos expulsados de los reinos ibéricos en los siglos XV y XVI. En 2018, se inauguró en Jerusalén la Academia Nacional del Judeoespañol, postulada oficialmente en 2020 como miembro de la ASALE, con el fin de proteger, investigar y promover el uso del judeoespañol entre las comunidades sefardíes y en general. No obstante, gran parte de las generaciones más recientes de familias de procedencia sefardí han abandonado el judeoespañol como lengua vehicular o de comunicación dentro de la familia, mientras que muchos otros lo han adaptado al español moderno (por lo que mantienen vivo el uso del español en Israel, pero no del judeoespañol como lengua particular).
Otra contribución al español en ese país han sido los muchos inmigrantes judíos de América Latina, y sobre todo de Argentina y Uruguay, que han aportado el típico acento rioplatense a distintas partes del país.

#### China
En la ciudad de Qingtian hay una creciente población que habla español, debido a la emigración a España. Gran parte de la población adulta que regresó a Qingtian, han ido olvidando el chino supliéndolo por el idioma español.

#### Otros países
Existen otros países asiáticos donde el español está siendo estudiado con gran interés y comienza a tener importancia en el ámbito educativo, migratorio y social. Países donde ha habido iniciativas educativas para difundir el español incluyen a Rusia, China, Japón, Irán, India, Emiratos Árabes Unidos, Bangladés y Kuwait. En Turquía, más específicamente en las ciudades de Estambul y Esmirna, se conserva el judeoespañol.

### África

#### Islas Canarias

Idioma español en África y Oriente Próximo.

Formando parte de España y por tanto políticamente europeas, el principal enclave hispanoparlante en África son las islas Canarias (con más de dos millones de hablantes), seguidas por las ciudades autónomas de Ceuta y Melilla (con más de 168 000 hablantes) y demás plazas de soberanía menores.

#### Guinea Ecuatorial
El español es una de las lenguas oficiales de Guinea Ecuatorial. Guinea Ecuatorial obtuvo su independencia de España en 1968, pero mantiene el español como lengua oficial junto al francés, y el portugués, siendo actualmente el único país africano donde el español es lengua oficial. También es la lengua más hablada (considerablemente más que las otras dos lenguas oficiales), dominada por el 87,7% de la población según el Instituto Cervantes. La gran mayoría de los ecuatoguineanos habla español, aunque siempre como segunda lengua, siendo diversas lenguas bantúes las lenguas maternas más extendidas.

#### Sáhara Occidental y Marruecos
En el Sahara Occidental, el ministro saharaui para América Latina, Hash Ahmed declaró en nombre de la República Árabe Saharaui Democrática que su país es «simultáneamente una nación africana y árabe que tiene el privilegio de ser la única hispanohablante debido a la herencia cultural de la colonización española. El idioma español es el idioma de enseñanza obligatorio por ser junto al árabe, idioma oficial». El español es considerado la segunda lengua administrativa y de comunicación de la RASD; la única lengua oficial en su constitución es el árabe. En Tinduf, Argelia, hay unos 200 000 refugiados saharauis, que pueden leer y escribir el idioma español y miles de ellos recibieron educación universitaria ofrecida por Cuba, México, Venezuela y España.
En Marruecos, el idioma español es presente en la educación como lengua extranjera. En el pasado, se hablaba principalmente en las zonas del antiguo protectorado español de Marruecos: Rif, Ifni y Tarfaya. También se habló en el país la haketía, variante marroquí del judeoespañol.

#### Otros países
Además, es hablado por las comunidades ecuatoguineanas huidas durante las dictaduras de Francisco Macías Nguema y Teodoro Obiang y que ahora se encuentran en países como Gabón, Camerún, Nigeria y Benín. También en Sudán del Sur hay una importante minoría, la élite intelectual y profesional, formada en Cuba, que habla español. Otros lugares donde el español tiene presencia son Angola, principalmente en la ciudad de Luena, y Walvis Bay, ciudad de Namibia, por la presencia del ejército cubano.
A petición de Guinea Ecuatorial, el español es idioma de trabajo de la Unión Africana y a través de una enmienda del artículo 11 del Acta Constitutiva de la Unión Africana, se ha incluido al español entre los idiomas oficiales "de la Unión y de todas sus instituciones".

### Resto del mundo

#### Oceanía

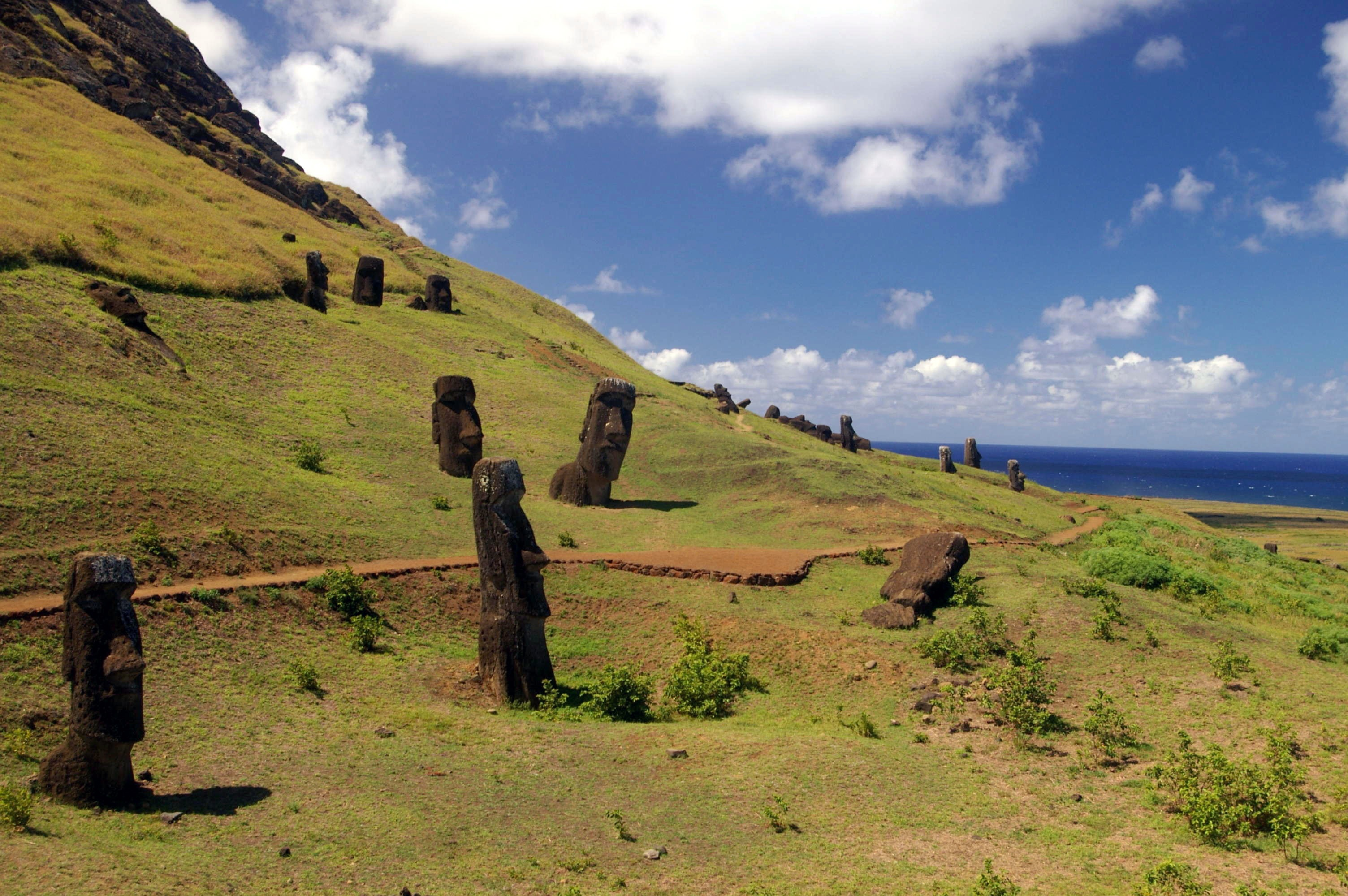
La isla de Pascua, parte de Chile, es la única isla de Oceanía cuyo idioma oficial es el español.

Entre los países y territorios de Oceanía, el español es lengua oficial de facto en la isla de Pascua, en Polinesia, por ser parte de Chile; el idioma nativo es el rapanui. En las islas Marianas (Guam y las Marianas del Norte) el chamorro es lengua oficial y nativa de las islas, el cual es un idioma austronesio que contiene léxico de origen español. Guam y algunas islas de la Mancomunidad de las Islas Marianas del Norte (Saipán, Tinian, Rota) y de los Estados Federados de Micronesia (Yap, Pohnpei) tuvieron hispanohablantes nativos, ya que fueron colonias españolas hasta 1898-1899. No obstante, tanto en Guam como en las Marianas del Norte y en Yap y Pohnpei, una buena parte de sus habitantes tienen apellidos de origen español.
Además, en Australia y Nueva Zelanda, hay comunidades de nativos de español, resultantes de la emigración de países hispanohablantes (principalmente del Cono Sur), que suman 133 000 hablantes. En Hawái, el 2,1% de la población son hablantes nativos de español. En el 2010 había 120 842 hispanos, según el censo de Estados Unidos.[cita requerida]

#### Antártida

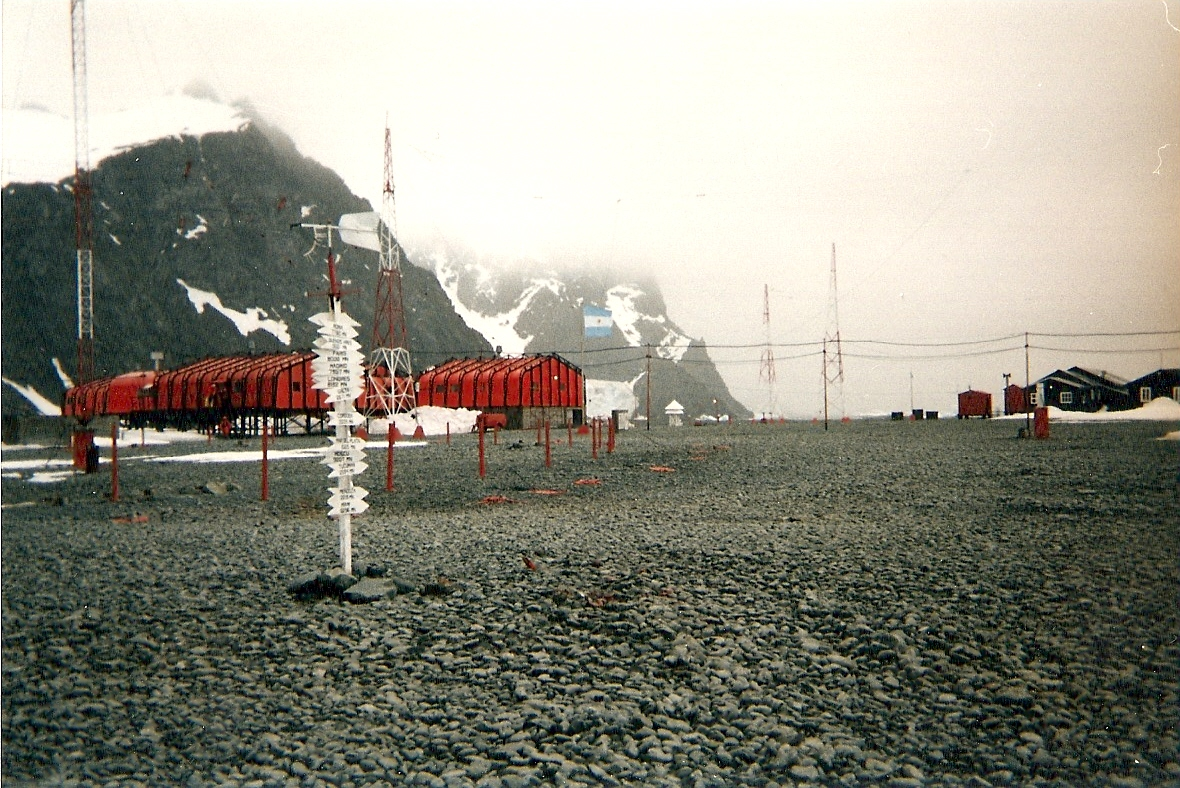
La base antártica Orcadas, estación científica argentina, es la base antártica más antigua en funcionamiento y la más antigua con población permanente (desde 1907).

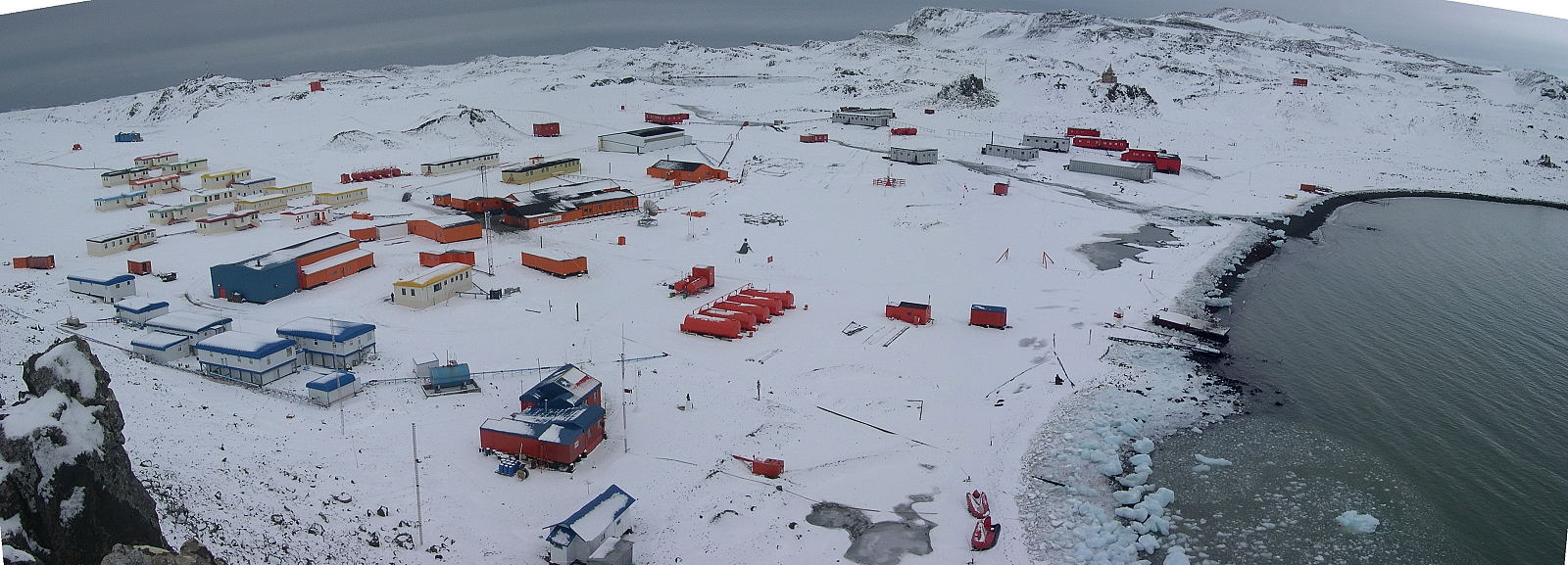
El núcleo chileno Villa Las Estrellas para población civil en la Base Presidente Eduardo Frei Montalva, ubicada en la península Fildes de la isla Rey Jorge en el archipiélago de las Shetland del Sur en la Antártida.

En la Antártida, solo existen dos localidades civiles y ambas están habitadas principalmente por hablantes nativos de español. Una de ellas es la argentina Fortín Sargento Cabral, la cual cuenta con 66 habitantes. La otra es la localidad chilena de Villa Las Estrellas, que tiene una población de 150 habitantes en verano y 80 habitantes en invierno. En cada una de ellas existe un centro escolar donde se estudia y se investiga en español. La base antártica Orcadas, una estación científica argentina, es la base más antigua en toda la Antártida aún en funcionamiento y la más antigua con una población permanente (desde 1907).
También cabe destacar el papel que tienen las diferentes bases científicas de la Antártida pertenecientes a países hispanos:
| País      | Bases permanentes | Bases de verano | Refugios operativos | Total | Mapa |
| --------- | ----------------- | --------------- | ------------------- | ----- | ---- |
| Argentina | 7                 | 6               | 2                   | 15    |      |
| Chile     | 4                 | 5               | 5                   | 14    |      |
| Uruguay   | 1                 | 1               | 0                   | 2     |      |
| España    | 0                 | 2               | 0                   | 2     |      |
| Perú      | 0                 | 1               | 0                   | 1     |      |
| Ecuador   | 0                 | 1               | 0                   | 1     |      |

### Estimación del total de hablantes por país

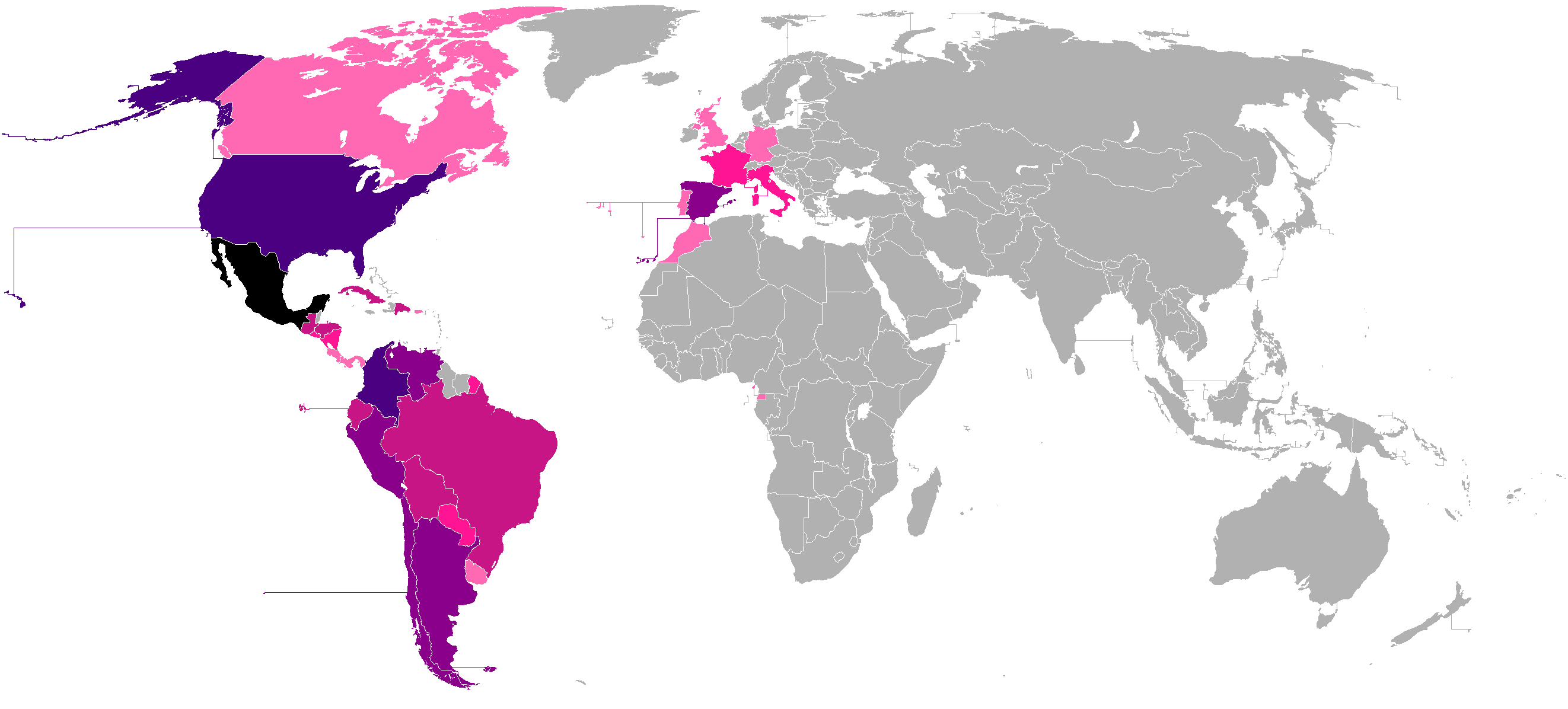
Países por número de hablantes:
Más de 100 millones
Más de 50 millones
Más de 20 millones
Más de 10 millones
Más de 5 millones
Más de 1 millón

- En las filas con color de fondo más oscuro, figuran los países con español oficial. La estimación del total de hablantes se refiere a hablantes de español como primera y segunda lengua.
- En las filas con color de fondo blanco, figuran los países con español no oficial, donde se habla español como lengua materna por los hispanos que allí han emigrado y por los hablantes de español como lengua extranjera.

| Pos. | Países                                                          |                                         |           | Lengua materna       | Lengua materna  | Lengua materna | Dominio nativo, o hablan muy bien | Dominio nativo, o hablan muy bien | Dominio nativo, o hablan muy bien | Total (incluidos hablantes con competencia limitada) | Total (incluidos hablantes con competencia limitada) | Total (incluidos hablantes con competencia limitada) |
| Pos. | Países                                                          | Población                               | Población | %                    | %               | Hablantes      | %                                 | %                                 | Hablantes                         | %                                                    | %                                                    | Hablantes                                            |
| ---- | --------------------------------------------------------------- | --------------------------------------- | --------- | -------------------- | --------------- | -------------- | --------------------------------- | --------------------------------- | --------------------------------- | ---------------------------------------------------- | ---------------------------------------------------- | ---------------------------------------------------- |
| 1    | México                                                          | 133 367 428                             | [ 211 ]   | 93,8%                | [ 212 ]         | 125 098 647    | 94,2%                             | [ 1 ]                             | 125 632 117                       | 99,2%                                                | [ 213 ] [ 214 ]                                      | 132 300 489                                          |
| 2    | Estados Unidos                                                  | 334 914 895                             | [ 215 ]   | 13,7% de 316 581 199 | [ 140 ]         | 43 369 734     | 15,0% de 316 581 199              | [ 216 ] [ n. 2 ]                  | 47 576 361                        | 17,9% de 316 581 199                                 | [ 1 ] [ n. 3 ]                                       | 58 723 734                                           |
| 3    | Colombia                                                        | 53 110 609                              | [ 220 ]   | 98,1%                | [ 1 ] [ 221 ]   | 52 090 885     | 52 090 885                        | 52 090 885                        | 52 090 885                        | 99,7 %                                               | [ 1 ] [ n. 4 ]                                       | 52 962 217                                           |
| 4    | España                                                          | 49 315 949                              | [ 222 ]   | 85,6%                | [ 223 ]         | 42 214 452     | 96 %                              | [ 223 ]                           | 47 343 311                        | 99,5 %                                               | [ 223 ]                                              | 48 908 080                                           |
| 5    | Argentina                                                       | 47 473 760                              | [ 224 ]   | 96,0%                | [ 225 ]         | 45 574 810     | 98,7%                             | [ 1 ]                             | 46 856 601                        | 99,4%                                                | [ 207 ]                                              | 47 188 917                                           |
| 6    | Perú                                                            | 34 412 393                              | [ 226 ]   | 82,9%                | [ 227 ]         | 28 527 874     | 86,0%                             | [ 1 ]                             | 29 594 658                        | 88,9%                                                | [ 1 ] [ n. 5 ]                                       | 30 600 340                                           |
| 7    | Venezuela                                                       | 28 460 000                              | [ 228 ]   | 97,4%                | [ 1 ] [ 229 ]   | 27 720 040     | 27 720 040                        | 27 720 040                        | 27 720 040                        | 99,2%                                                | [ 1 ] [ n. 6 ]                                       | 28 240 466                                           |
| 8    | Chile                                                           | 20 206 953                              | [ 230 ]   | 95,6%                | [ 1 ] [ 231 ]   | 19 317 847     | 19 317 847                        | 19 317 847                        | 19 317 847                        | 99.6%                                                | [ 1 ] [ n. 7 ]                                       | 20 121 084                                           |
| 9    | Ecuador                                                         | 18 012 000                              | [ 232 ]   | 93,7%                | [ 1 ]           | 16 877 244     | 97%                               | [ 1 ] [ n. 8 ]                    | 17 474 448                        | 98.6%                                                | [ 233 ]                                              | 17 642 817                                           |
| 10   | Guatemala                                                       | 18 079 810                              | [ 234 ]   | 70,0%                | [ 235 ]         | 12 637 787     | 75,9 %                            | [ 1 ]                             | 13 722 576                        | 90,8%                                                | [ 1 ] [ n. 9 ]                                       | 16 440 943                                           |
| 11   | Bolivia                                                         | 12 332 252                              | [ 236 ]   | 60,7%                | [ 237 ]         | 7 485 677      | 80,5%                             | [ 1 ]                             | 9 927 463                         | 97,8%                                                | [ 1 ] [ n. 10 ] [ 238 ]                              | 12 064 523                                           |
| 12   | Cuba                                                            | 11 089 511                              | [ 239 ]   | 99,1%                | [ 1 ]           | 10 995 250     | 10 995 250                        | 10 995 250                        | 10 995 250                        | 99,2%                                                | [ 1 ]                                                | 10 996 367                                           |
| 13   | República Dominicana                                            | 10 878 267                              | [ 240 ]   | 94,9%                | [ 1 ]           | 10 323 475     | 10 323 475                        | 10 323 475                        | 10 323 475                        | 98.8%                                                | [ 207 ]                                              | 10 747 728                                           |
| 14   | Honduras                                                        | 10 039 862                              | [ 241 ]   | 95,1%                | [ 1 ] [ 242 ]   | 9 549 917      | 9 549 917                         | 9 549 917                         | 9 549 917                         | 99,1%                                                | [ 207 ]                                              | 9 949 503                                            |
| 15   | Francia                                                         | 68 381 000                              | [ 243 ]   | 1% de 55 700 114     | [ 208 ] [ 244 ] | 557 001        | 4% de 55 700 114                  | [ 206 ] [ n. 11 ]                 | 2 228 004                         | 14% de 55 700 114                                    | [ 208 ]                                              | 7 798 016                                            |
| 16   | Nicaragua                                                       | 6 803 886                               | [ 245 ]   | 95,3%                | [ 246 ] [ 247 ] | 6 484 103      | 97,0%                             | [ 1 ]                             | 6 599 769                         | 98,9%                                                | [ n. 12 ] [ 1 ]                                      | 6 734 219                                            |
| 17   | Paraguay                                                        | 6 417 076                               | [ 248 ]   | 61,5%                | [ 249 ]         | 3 946 502      | 67,3%                             | [ 1 ]                             | 4 318 692                         | 99,7%                                                | [ n. 13 ] [ 251 ] [ 252 ]                            | 6 397 823                                            |
| 18   | El Salvador                                                     | 6 029 976                               | [ 253 ]   | 96,0%                | [ 254 ] [ 255 ] | 5 788 776      | 99,9%                             | [ 1 ]                             | 6 023 946                         | 6 023 946                                            | 6 023 946                                            | 6 023 946                                            |
| 19   | Alemania                                                        | 83 190 556                              | [ 256 ]   | 1% de 71 677 231     | [ 208 ] [ 257 ] | 716 772        | 3% de 71 677 231                  | [ 206 ] [ n. 14 ]                 | 2 150 317                         | 8 % de 71 677 231                                    | [ 208 ]                                              | 5 734 178                                            |
| 20   | Brasil                                                          | 212 584 000                             | [ 258 ]   |                      | [ 259 ]         | 1 454 676      | 1 454 676                         | 1 454 676                         | 1 454 676                         |                                                      | [ 1 ] [ n. 15 ]                                      | 5 673 458                                            |
| 21   | Costa Rica                                                      | 5 327 387                               | [ 261 ]   | 98,9%                | [ 1 ]           | 5 268 786      | 5 268 786                         | 5 268 786                         | 5 268 786                         | 99.9%                                                | [ n. 16 ] [ 1 ]                                      | 5 326 600                                            |
| 22   | Panamá                                                          | 4 565 559                               | [ 262 ]   | 86,4%                | [ 1 ]           | 3 944 643      | 3 944 643                         | 3 944 643                         | 3 944 643                         | 98,4%                                                | [ n. 17 ] [ 1 ]                                      | 4 495 892                                            |
| 23   | Uruguay                                                         | 3 499 451                               | [ 263 ]   | 95,7%                | [ 264 ] [ 265 ] | 3 348 975      | 99,1%                             | [ 1 ]                             | 3 467 956                         | 3 467 956                                            | 3 467 956                                            | 3 467 956                                            |
| 24   | Puerto Rico (Estado libre asociado de los EE. UU.)              | 3 203 295                               | [ 266 ]   | 95,2%                | [ 267 ]         | 3 049 537      | 3 049 537                         | 3 049 537                         | 3 049 537                         | 99,9%                                                | [ n. 18 ] [ 1 ]                                      | 3 200 092                                            |
| 25   | Reino Unido                                                     | 67 081 000                              | [ 268 ]   |                      | [ 269 ]         | 266 025        | 1% de 51 848 010                  | [ 209 ]                           | 518 480                           | 6% de 51 848 010                                     | [ 209 ]                                              | 3 110 880                                            |
| 26   | Italia                                                          | 60 542 215                              | [ 270 ]   | 1% de 51 559 668     | [ 208 ] [ 271 ] | 515 597        | 3% de 51 559 668                  | [ 206 ] [ n. 19 ]                 | 1 546 790                         | 6% de 51 559 668                                     | [ 208 ]                                              | 3 093 580                                            |
| 27   | Marruecos                                                       | 36 828 330                              | [ 272 ]   |                      | [ 273 ]         | 13 204         | 13 204                            | 13 204                            | 13 204                            |                                                      | [ 1 ] [ 274 ] [ 275 ]                                | 1 754 485                                            |
| 28   | Guinea Ecuatorial                                               | 1 633 849                               | [ 1 ]     | 13,7%                | [ 276 ]         | 223 837        | 74%                               | [ 1 ]                             | 1 209 048                         | 87,7%                                                | [ 276 ]                                              | 1 432 886                                            |
| 29   | Países Bajos                                                    | 18 070 000                              | [ 277 ]   |                      | [ 278 ]         | 88 461         | 88 461                            | 88 461                            | 88 461                            | 9% de 14 763 684                                     | [ 208 ]                                              | 1 328 731                                            |
| 30   | Canadá                                                          | 39 858 480                              | [ 279 ]   | 1,6% de 36 620 955   | [ 280 ]         | 600 795        | 3,2% de 36 328 480                | [ 281 ] [ 282 ]                   | 1 171 450                         | 1 171 450                                            | 1 171 450                                            | 1 171 450                                            |
| 31   | Portugal                                                        | 10 639 726                              | [ 283 ]   |                      | [ 284 ]         | 48 265         | 2% de 8 915 624                   | [ 206 ]                           | 178 312                           | 9% de 8 915 624                                      | [ 285 ] [ 208 ]                                      | 1 089 995                                            |
| 32   | Bélgica                                                         | 11 515 793                              | [ 286 ]   | 1% de 9 619 330      | [ 208 ] [ 287 ] | 96 193         | 2% de 9 619 330                   | [ 206 ] [ n. 20 ]                 | 192 387                           | 10% de 9 619 330                                     | [ 208 ]                                              | 961 933                                              |
| 33   | Suecia                                                          | 10 587 696                              | [ 288 ]   | 1% de 8 541 497      | [ 208 ] [ 289 ] | 85 415         | 85 415                            | 85 415                            | 85 415                            | 10% de 8 541 497                                     | [ 208 ]                                              | 854 149                                              |
| 34   | Costa de Marfil                                                 | 25 823 071                              | [ 290 ]   |                      |                 |                |                                   |                                   |                                   |                                                      | [ 210 ]                                              | 798 095                                              |
| 35   | Filipinas                                                       | 114 123 600                             | [ 291 ]   |                      | [ 292 ]         | 6376           | 6376                              | 6376                              | 6376                              |                                                      | [ 1 ] [ 293 ] [ n. 21 ]                              | 568 713                                              |
| 36   | Australia                                                       | 25 585 000                              | [ 294 ]   |                      | [ 1 ]           | 175 491        | 175 491                           | 175 491                           | 175 491                           |                                                      | [ 1 ]                                                | 559 491                                              |
| 37   | Suiza                                                           | 8 586 550                               | [ 295 ]   | 2.3 %                | [ 296 ] [ 297 ] | 212 970        | 212 970                           | 212 970                           | 212 970                           |                                                      | [ 1 ]                                                | 556 131                                              |
| 38   | Rumania                                                         | 19 051 562                              | [ 298 ]   |                      |                 |                |                                   |                                   |                                   | 3% de 16 174 719                                     | [ 208 ]                                              | 485 241                                              |
| 39   | Dinamarca                                                       | 5 827 463                               | [ 299 ]   |                      | [ 300 ]         | 20 070         | 20 070                            | 20 070                            | 20 070                            | 9% de 4 891 261                                      | [ 208 ]                                              | 440 213                                              |
| 40   | Sáhara Occidental                                               | 590 506                                 | [ 301 ]   |                      |                 |                |                                   |                                   |                                   |                                                      | [ 1 ]                                                | 423 739                                              |
| 41   | Benín                                                           | 11 733 059                              | [ 302 ]   |                      |                 |                |                                   |                                   |                                   |                                                      | [ 210 ]                                              | 412 515                                              |
| 42   | Camerún                                                         | 28 758 503                              | [ 303 ]   |                      |                 |                |                                   |                                   |                                   |                                                      | [ 210 ]                                              | 403 000                                              |
| 43   | Senegal                                                         | 18 126 390                              | [ 304 ]   |                      |                 |                |                                   |                                   |                                   |                                                      | [ 210 ]                                              | 356 000                                              |
| 44   | Polonia                                                         | 38 386 000                              | [ 305 ]   |                      | [ 306 ]         | 4284           | 4284                              | 4284                              | 4284                              | 1% de 31 982 941                                     | [ 208 ]                                              | 319 829                                              |
| 45   | Austria                                                         | 8 898 557                               | [ 307 ]   |                      | [ 308 ]         | 20 320         | 1% de 7 647 176                   | [ 206 ]                           | 76 471                            | 4% de 7 647 176                                      | [ 208 ]                                              | 305 887                                              |
| 46   | Irlanda                                                         | 4 921 500                               | [ 309 ]   | 1% de 4 005 909      | [ 208 ] [ 310 ] | 40 059         | 3% de 4 005 909                   | [ 206 ]                           | 120 177                           | 7% de 4 005 909                                      | [ 208 ]                                              | 280 414                                              |
| 47   | Belice                                                          | 430 191                                 | [ 311 ]   | 52,1%                | [ 312 ]         | 224 130        | 52,1%                             |                                   | 224 130                           | 62.8 %                                               | [ 313 ]                                              | 270 160                                              |
| 48   | República Checa                                                 | 10 681 161                              | [ 314 ]   |                      | [ 315 ]         | 5 150          | 1% de 8 982 036                   | [ 206 ]                           | 89 820                            | 3% de 8 982 036                                      | [ 208 ]                                              | 269 461                                              |
| 49   | Argelia                                                         | 47 400 000                              | [ 316 ]   |                      | [ 317 ]         | 1 149          |                                   | [ 1 ] [ 318 ]                     | 173 600                           |                                                      | [ 210 ] [ 1 ]                                        | 263 428                                              |
| 50   | Antiguas Antillas Neerlandesas ( Bonaire, Curazao y San Martín) | 264 415                                 | [ 319 ]   |                      | [ 320 ]         | 16 950         |                                   | [ 1 ]                             | 46 621                            |                                                      | [ 1 ]                                                | 203 339                                              |
| 51   | Finlandia                                                       | 5 527 573                               | [ 321 ]   |                      | [ 322 ]         | 8241           | 8241                              | 8241                              | 8241                              | 4% de 4 672 932                                      | [ 208 ]                                              | 186 917                                              |
| 52   | Grecia                                                          | 10 724 599                              | [ 323 ]   |                      | [ 324 ]         | 6 068          | 1% de 9 167 896                   | [ 206 ]                           | 91 679                            | 2% de 9 167 896                                      | [ 208 ]                                              | 183 358                                              |
| 53   | Bulgaria                                                        | 7 000 039                               | [ 325 ]   |                      |                 |                | 1% de 5 917 534                   | [ 206 ]                           | 59 175                            | 3% de 5 917 534                                      | [ 208 ]                                              | 177 526                                              |
| 54   | Gabón                                                           | 2 172 579                               | [ 326 ]   |                      |                 |                |                                   |                                   |                                   |                                                      | [ 210 ]                                              | 167 410                                              |
| 55   | Hungría                                                         | 9 772 756                               | [ 327 ]   |                      |                 |                | 1% de 8 313 539                   | [ 206 ]                           | 83 135                            | 2% de 8 313 539                                      | [ 208 ]                                              | 166 271                                              |
| 56   | Japón                                                           | 123 440 000                             | [ 328 ]   |                      | [ 1 ] [ 329 ]   | 131 000        | 131 000                           | 131 000                           | 131 000                           |                                                      | [ 1 ]                                                | 160 000                                              |
| 57   | Israel                                                          | 9 138 000                               | [ 330 ]   |                      | [ 1 ]           | 104 000        | 104 000                           | 104 000                           | 104 000                           |                                                      | [ 1 ] [ 331 ]                                        | 149 000                                              |
| 58   | Noruega                                                         | 5 594 340                               | [ 332 ]   |                      | [ 333 ]         | 27 921         | 27 921                            | 27 921                            | 27 921                            |                                                      | [ n. 22 ] [ 1 ]                                      | 147 809                                              |
| 59   | Rusia                                                           | 146 028 325                             |           |                      | [ 334 ]         | 5872           |                                   |                                   | 5872                              |                                                      | [ n. 23 ] [ 1 ]                                      | 140 302                                              |
| 60   | Eslovaquia                                                      | 5 450 017                               | [ 335 ]   |                      |                 |                | 1% de 4591487                     | [ 206 ]                           | 45 914                            | 2% de 533.335                                        | [ 208 ]                                              | 91 830                                               |
| 61   | Aruba                                                           | 108 423                                 | [ 336 ]   |                      | [ 1 ]           | 14 737         | 14 737                            | 14 737                            | 14 737                            |                                                      | [ 1 ]                                                | 89 387                                               |
| 62   | Luxemburgo                                                      | 613 894                                 | [ 337 ]   | 3% de 533.335        | [ 208 ] [ 338 ] | 16 000         | 7% de 533.335                     | [ 206 ] [ n. 24 ]                 | 37 000                            | 15% de 533.335                                       | [ 208 ]                                              | 80 000                                               |
| 63   | Andorra                                                         | 85 101                                  | [ 339 ]   | 43,2%                | [ 340 ]         | 36 763         | 57,6 %                            | [ 340 ]                           | 49 018                            | 80,0 %                                               | [ 341 ] [ 1 ]                                        | 71 677                                               |
| 64   | Eslovenia                                                       | 2 089 310                               | [ 342 ]   |                      |                 |                |                                   |                                   |                                   | 4% de 1 791 246                                      | [ 208 ]                                              | 71 650                                               |
| 65   | Trinidad y Tobago                                               | 1 363 985                               | [ 343 ]   |                      | [ 1 ]           | 4000           |                                   |                                   | 4100                              | 5.2%                                                 | [ 1 ]                                                | 70 401                                               |
| 66   | China                                                           | 1 420 430 000                           | [ 344 ]   |                      | [ 1 ] [ 345 ]   | 15 130         | 15 130                            | 15 130                            | 15 130                            |                                                      | [ n. 25 ] [ 1 ]                                      | 69 028                                               |
| 67   | Guam (de EE. UU.)                                               | 162 742                                 | [ 346 ]   |                      | [ 1 ]           | 1201           |                                   |                                   | 1201                              | 37.2%                                                | [ 1 ]                                                | 60 582                                               |
| 68   | Nueva Zelanda                                                   | 4 957 000                               | [ 347 ]   |                      | [ 1 ]           | 22 000         |                                   |                                   | 22 000                            |                                                      | [ 210 ]                                              | 57 883                                               |
| 69   | India                                                           | 1 437 627 700                           | [ 348 ]   |                      | [ 1 ] [ 349 ]   | 4 855          |                                   |                                   | 4 855                             |                                                      | [ n. 26 ] [ 1 ]                                      | 51 104                                               |
| 70   | Emiratos Árabes Unidos                                          | 9 575 729                               | [ 350 ]   |                      | [ 351 ]         | 47 300         |                                   |                                   | 47 300                            |                                                      | [ 352 ]                                              | 48 000                                               |
| 71   | Túnez                                                           | 11 722 038                              | [ 353 ]   |                      |                 |                |                                   |                                   |                                   |                                                      | [ 210 ]                                              | 40 628                                               |
| 72   | Letonia                                                         | 1 871 882                               | [ 354 ]   |                      |                 |                |                                   |                                   |                                   | 2% de 1 590 245                                      | [ 208 ]                                              | 31 805                                               |
| 73   | Gibraltar (del R. U.)                                           | 34 003                                  | [ 355 ]   | 73.4 %               | [ 356 ]         | 24 958         | 24 958                            | 24 958                            | 24 958                            | 93.3 %                                               | [ 357 ]                                              | 31 725                                               |
| 74   | Lituania                                                        | 2 891 160                               | [ 358 ]   |                      |                 |                |                                   |                                   |                                   | 1% de 2 373 312                                      | [ 208 ]                                              | 23 733                                               |
| 75   | Estonia                                                         | 1 369 995                               | [ 359 ]   |                      |                 |                |                                   |                                   |                                   | 2% de 1 111 597                                      | [ 208 ]                                              | 22 232                                               |
| 76   | Turquía                                                         | 85 664 944                              | [ 360 ]   |                      | [ 1 ] [ 361 ]   | 5460           | 5460                              | 5460                              | 5460                              |                                                      | [ 1 ]                                                | 21 660                                               |
| 77   | Egipto                                                          | 105 914 499                             | [ 362 ]   |                      | [ 363 ]         | 1096           | 1096                              | 1096                              | 1096                              |                                                      | [ 364 ]                                              | 21 000                                               |
| 78   | Malta                                                           | 563 443                                 | [ 365 ]   |                      |                 |                |                                   |                                   |                                   | 4% de 446 788                                        | [ 208 ]                                              | 17 871                                               |
| 79   | Islas Vírgenes                                                  | 106 405                                 | [ 366 ]   | 15,78 %              | [ 367 ]         | 16 788         | 15,78 %                           |                                   | 16 788                            | 15,78 %                                              | [ 1 ]                                                | 16 788                                               |
| 80   | Jamaica                                                         | 2 726 667                               | [ 368 ]   |                      |                 | 8500           |                                   |                                   | 8500                              |                                                      |                                                      | 8500                                                 |
| 81   | Madagascar                                                      | 26 154 000                              | [ 369 ]   |                      |                 |                |                                   |                                   |                                   |                                                      | [ 370 ]                                              | 8000                                                 |
| 82   | Chipre                                                          | 875 900                                 | [ 371 ]   |                      |                 |                |                                   |                                   |                                   | 1% de 660 400                                        | [ 208 ]                                              | 6604                                                 |
| 83   | Moldavia                                                        | 2 618 000                               | [ 372 ]   |                      |                 |                |                                   |                                   |                                   |                                                      | [ 373 ]                                              | 6099                                                 |
| 84   | Namibia                                                         | 2 458 936                               | [ 374 ]   |                      |                 |                |                                   | [ 375 ]                           | 3870                              |                                                      |                                                      | 3969                                                 |
| 85   | Islas Malvinas (del R. U.)                                      | 2955                                    |           |                      | [ 376 ]         | 227            |                                   |                                   | 227                               |                                                      |                                                      | 227                                                  |
| 86   | Ciudad del Vaticano                                             |                                         |           |                      | [ 377 ]         | 39             |                                   |                                   | 39                                |                                                      |                                                      | 39                                                   |
|      | Total                                                           | 8 085 000 000 (Total población mundial) | [ 378 ]   | 6 %                  | [ 379 ] [ 380 ] | 489 496 892    | 6.3 %                             | [ 1 ]                             | 513 737 064                       | 7.1 %                                                | [ 381 ] [ 1 ] [ 382 ]                                | 576 216 857                                          |

### Idioma en expansión

Países del mundo donde se estudia español.
Países con el idioma español como oficial
Países con más de 1 000 000 de estudiantes
Países con más de 100 000 estudiantes
Países con más de 20 000 estudiantes

Para el año 2000, la previsión era que solo en Estados Unidos el número de hispanohablantes alcanzara los 35 000 000. En ese año el español superó al inglés como el idioma más hablado del mundo occidental. En 2001, los hispanoparlantes eran aproximadamente 400 millones de personas.
El Instituto Cervantes, organismo para la difusión del español, informó que entre 1986 y 1990 se registró un aumento del 70% en la cantidad de estudiantes de español en Estados Unidos y del 80% en Japón. El idioma español es quizás la tercera lengua extranjera más estudiada en Japón. Actualmente, el portugués es el primer idioma extranjero más estudiado, debido a la gran comunidad japonesa / brasileña, con un total de 400 000 hablantes. Como tal, la lengua portuguesa es actualmente parte del currículo escolar en Japón. Otros países que destacan por su elevado incremento de estudiantes son Brasil, Marruecos, Suecia, Noruega, Polonia, Costa de Marfil, Senegal, Camerún y Gabón.
No obstante, en las últimas décadas también se produjeron retrocesos. El caso más notable es el de Filipinas, un país en el que el idioma español pasó de ser oficial a tener un papel restringido desde 1973, y a perder definitivamente su carácter oficial en 1986; así, tras un proceso de sustitución en favor del inglés y del tagalo, pasó en muy pocas décadas de decenas de millones de hablantes en el archipiélago filipino [cita requerida] a no más de 20 000 en 1990. El número total de hablantes está aumentando muy ligeramente en los últimos años debido a las iniciativas del gobierno filipino para reintroducir el idioma en la enseñanza, pero ya no son hablantes nativos.
Fuentes oficiales académicas calculan que para el año 2030 el español será el segundo idioma más hablado del mundo, detrás del chino mandarín, y para el 2045 se prevé que llegue a ser el primero.

#### Estudiantes de español en el mundo

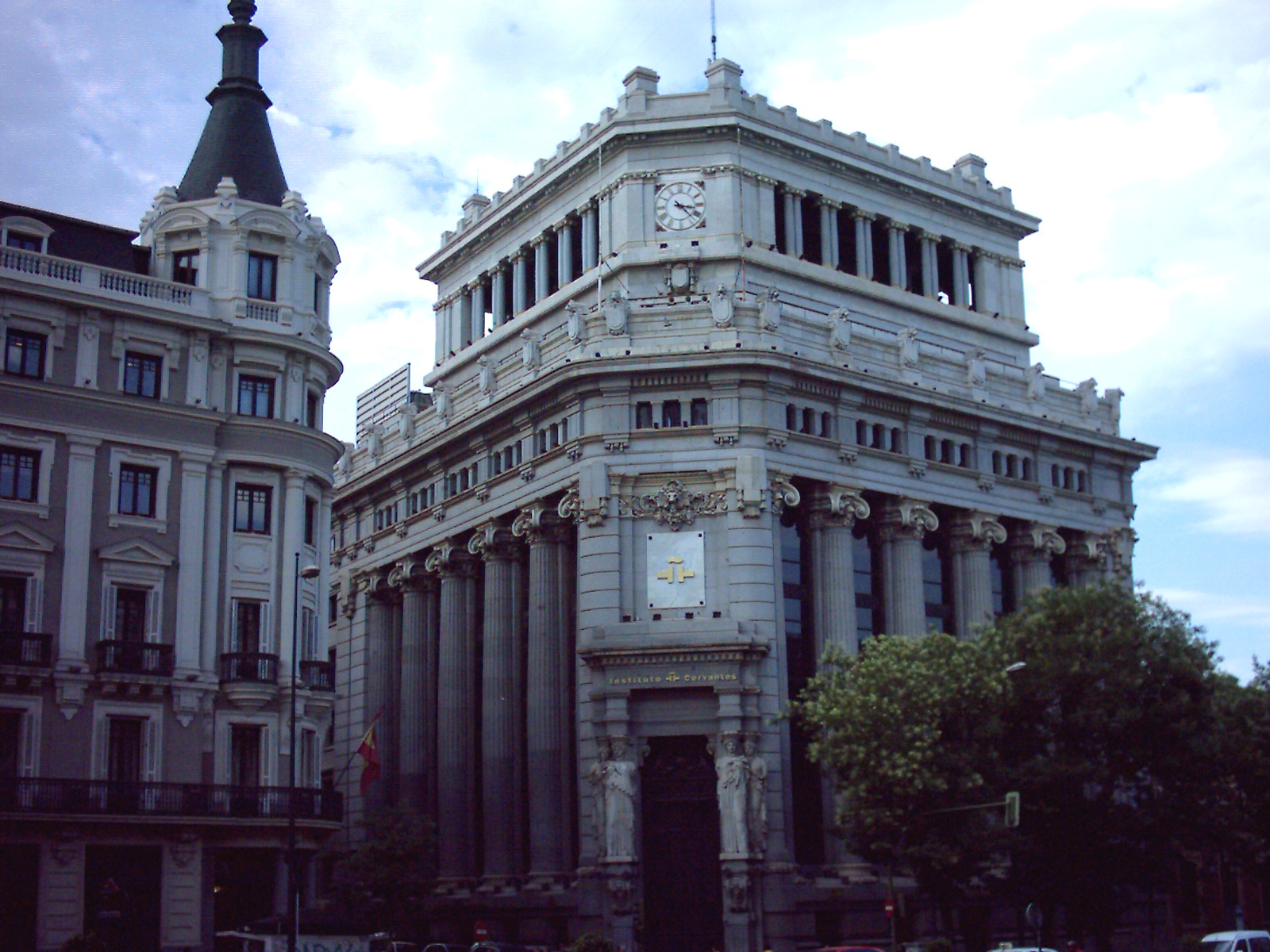
Instituto Cervantes en Madrid

Estudiantes de español como lengua extranjera, según el anuario del Instituto Cervantes 2015. Solo se muestran los países donde hay más de 30 000.
| Pos. | Países            | Estudiantes de español (2017) |
| ---- | ----------------- | ----------------------------- |
| 1    | Estados Unidos    | 8 157 386                     |
| 2    | Brasil            | 6 120 000                     |
| 3    | Francia           | 2 589 717                     |
| 4    | Italia            | 684 345                       |
| 5    | Costa de Marfil   | 566 178                       |
| 6    | Alemania          | 554 423                       |
| 7    | Reino Unido       | 519 660                       |
| 8    | Benín             | 412 515                       |
| 9    | Suecia            | 216 633                       |
| 10   | Senegal           | 205 000                       |
| 11   | Gabón             | 167 410                       |
| 12   | España            | 130 000                       |
| 13   | Guinea Ecuatorial | 128 895                       |
| 14   | Portugal          | 126 541                       |
| 15   | Canadá            | 92 853                        |
| 16   | Marruecos         | 82 185                        |
| 17   | Noruega           | 82 122                        |
| 18   | Polonia           | 77 478                        |
| 19   | Camerún           | 63 560                        |
| 20   | Japón             | 60 000                        |
| 21   | Países Bajos      | 55 432                        |
| 22   | Austria           | 49 357                        |
| 23   | Bélgica           | 46 388                        |
| 24   | Irlanda           | 44 311                        |
| 25   | Bulgaria          | 41 674                        |
| 26   | Dinamarca         | 39 501                        |
| 27   | Nueva Zelanda     | 39 337                        |
| 28   | Túnez             | 36 794                        |
| 29   | República Checa   | 35 576                        |
| 30   | Filipinas         | 33 600                        |
| 31   | China             | 31 154                        |
|      | Total en el mundo | 21 815 280                    |

#### Educación informal

Países donde el Español es un idioma oficial, en rojo. Países donde comparte estatus oficial con otro idioma, en azul.

Los datos de las personas que estudian español solo abarca los centros que son certificados por el Instituto Cervantes; sin embargo, debido a las nuevas tecnologías, la forma de estudio ha cambiado en todos los ámbitos; las aplicaciones en los teléfonos inteligentes es un claro ejemplo de ello.
En la plataforma web Duolingo, el castellano es el segundo idioma más estudiado en el mundo, con más de 36 millones de estudiantes. Según su informe de 2020, Duolingo reportó que el español había crecido en popularidad, desplazando al francés como el segundo idioma más estudiado en el mundo, creciendo hasta ser el idioma más popular en 34 países y el segundo más popular en 70 países. En 2016, el español era el idioma más estudiado en 32 países y el segundo más estudiado en 57 países.
| Idioma                    | Inglés | Español | Francés |
| ------------------------- | ------ | ------- | ------- |
| 1a opción (n.º de países) | 121    | 34      | 23      |
| 2a opción (n.º de países) | 8      | 70      | 71      |
| Usuarios (millones)       | 104.82 | 36.08   | 27.87   |

Nota: Total de usuarios por cada idioma, datos actualizados a marzo de 2021.
En el año 2020, de un total de 19 idiomas disponibles en Duolingo, el inglés lo estudiaban el 53% de los usuarios, especialmente en regiones como América Latina, Oriente Medio y el Sudeste Asiático. El español con el 17% de los usuarios se destaca en países como Estados Unidos, Reino Unido y Noruega, y a nivel regional, en América Anglosajona. Desde la versión en inglés, el español tiene 27 millones de usuarios; eso equivale al 80% del total que estudian este idioma. Le sigue desde la versión en portugués con cerca de 3 millones de usuarios.

### Variedades dialectales

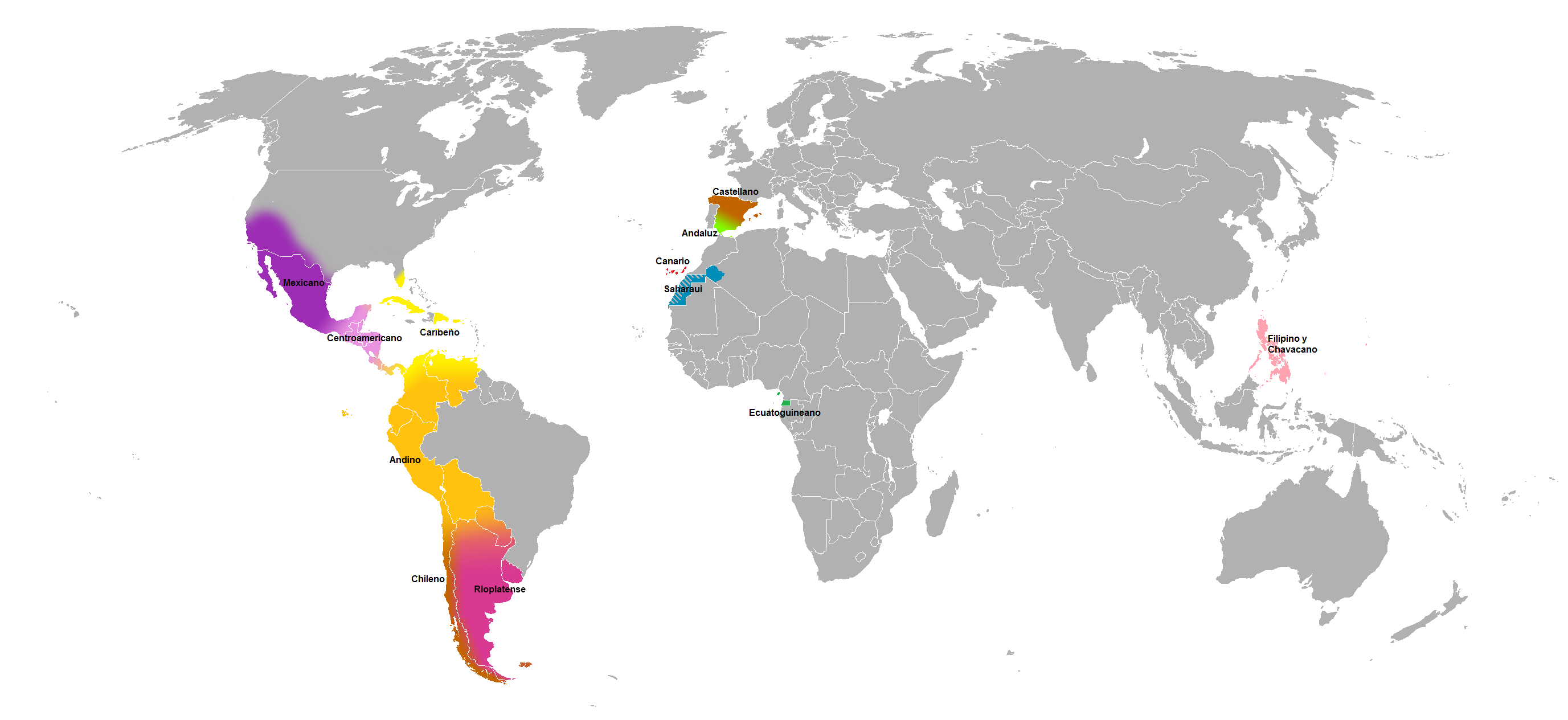
Mapa con las principales variedades o dialectos del idioma español en el mundo.

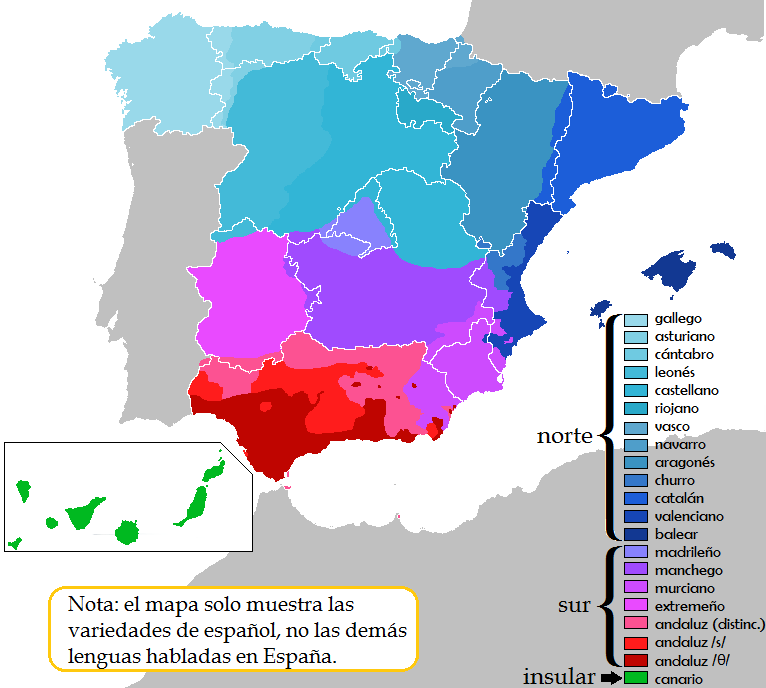
Dialectos y acentos del español, junto a otras lenguas habladas en España, Andorra y Gibraltar.

Las variedades geográficas del castellano, llamadas dialectos o geolectos, difieren entre sí por multitud de razones. Entre las de tipo fonético destacan la distinción o no de los fonemas correspondientes a las grafías c/z y s (ausencia o presencia de ceceo/seseo), la distinción o no de los fonemas correspondientes a las grafías ll e y (ausencia o presencia de yeísmo), la aspiración o no de la s o z ante una consonante, y la adopción o no de nuevas consonantes (tales como /ʃ/). Estas diferencias no suelen ocasionar problemas de inteligibilidad entre sus hablantes. Las diversas variantes también difieren en usos gramaticales, como el voseo o el empleo o no del pronombre informal de segunda persona del plural («vosotros»). En aspectos de vocabulario, se dan notables diferencias especialmente en determinados ámbitos semánticos, como la nomenclatura de las frutas y verduras, vestimentas, artículos de uso cotidiano, así como en las expresiones coloquiales o insultantes.
Como en cualquier lengua, especialmente cuando se distribuye por un dominio geográfico extenso, el español presenta diversas variedades internas que permiten distinguir a sus hablantes según su pronunciación, sus construcciones gramaticales y su vocabulario. En términos generales, el castellano presenta convencionalmente dos tipos de modalidades presentes tanto en España como en América: las modalidades conservadoras, como el español del norte de España, el del interior de Colombia y México o el de los Andes, y las modalidades innovadoras, como el español de Andalucía y Canarias, el del Caribe o el del Río de la Plata. Una característica típica del español peninsular es la división del grupo consonántico tl que, en palabras tales como atlas o atletismo se pronuncia ['at.las] y [at.le.'tis.mo], mientras que en América la pronunciación corriente es ['a.tlas] y [a.tle.'tis.mo].
Independientemente de estos rasgos, es posible distinguir grandes grupos de variedades dialectales del español. Por ejemplo, para Menéndez y Otero (2007) serían ocho: las variedades castellana, andaluza y canaria en España, y las variedades caribeña, mexicano-centroamericana, andina, chilena y rioplatense
en América.
Las diferencias entre los dialectos casi siempre se limitan únicamente a la entonación, pronunciación y palabras o expresiones aisladas. Una de las diferencias de los dialectos de España y los de Hispanoamérica son los pronombres. En España, el único pronombre informal de segunda persona empleado es «tú», pero en algunas zonas de Hispanoamérica, como en Centroamérica o la región rioplatense, se utiliza el «vos». «Tú» y «vos» son informales y se utilizan con amigos. «Usted» es una fórmula de respeto que se utiliza con desconocidos o personas mayores. Sin embargo, en ciertas regiones de Colombia el ustedeo se puede dar en ámbitos de cierta informalidad comparable al uso del tuteo o del voseo en los países mencionados.
«Vos» se utiliza como segunda persona del singular en muchos lugares de Hispanoamérica (véase #Voseo).
Los dialectos del español también varían en lo que respecta a la segunda persona del plural. Los dialectos de América solo tienen una forma para la segunda persona del plural: ustedes, que sirve para las situaciones formales y las informales. Sin embargo en el español europeo existen dos: ustedes para situaciones formales y vosotros para situaciones informales.
| | |
| Dialectos en España | |
| - Dialectos septentrionales - Aragonés - Churro - De las zonas catalanófonas y de Cataluña - De la Comunidad Valenciana - De Galicia - Leonés - Riojano - Cántabro - Dialectos meridionales - Andaluz - Andaluz oriental - Extremeño o castúo - Madrileño - Manchego - Murciano          | |
| Dialectos en África | |
| - Canario - Saharaui - Ecuatoguineano | |
| Dialectos en América | |
| - Amazónico - Andino - Andino norteño - Rioplatense - Rioplatense uruguayo - Cordobés - Paraguayo - Beliceño - Del oriente de Bolivia - Camba - Vallegrandino o vallense - Caribeño - Venezolano - Costeño colombiano - Barranquillero - Cubano - Dominicano - Panameño - Puertorriqueño | - Centroamericano - Costarricense - Guatemalteco - Hondureño - Nicaragüense - Salvadoreño - Fraylescano - Chileno - Cuyano - Chilote - Del interior y el Pacífico de Colombia - Bogotano o rolo - Chocoano - Cundiboyacense - Llanero - Paisa - Pastuso - Santandereano - Tolimense u opita - Vallecaucano o valluno - De Ecuador - Costeño, chocoano o ecuatorial - Español en Estados Unidos - Isleño de Luisiana - Isleño Brule - Adaeseño - Neomexicano - Mexicano - Yucateco - Tabasqueño - Central - Jalisciense - Norteño - Peruano - Limeño - Norperuano ribereño - Iquiteño - Venezolano - Maracaibero o marabino - Llanero - Andino o gocho - Caraqueño o central - Oriental o margariteño - Centrooccidental o guaro |
| Dialectos en Asia | |
| - Filipino | |

### Lenguas derivadas
Las siguientes son lenguas que pueden ser consideradas derivadas del español e idiomas criollos con influencia del español:
- judeoespañol, sefardí o ladino, idioma hablado por los judíos sefardíes, y su dialecto marroquí, llamado haquetía;
- lenguas criollas:
  - chabacano, lengua criolla hablada en Filipinas y en partes de Insulindia —Zamboanga, Cavite, Semporna, Ternate y Tidore;
  - papiamento, lengua criolla mezcla de español, portugués y otras lenguas, hablada en el sur del Caribe, con diferentes variantes: papiamento de Aruba, papiamento de Bonaire y papiamento de Curazao;[413]
  - palenquero lengua criolla hablada en Palenque de San Basilio (Colombia).

|                  | Español moderno                                                                       |
|                  |                                                                                       |
| Lenguas criollas | \| \| Chabacano \| \| \| \| \| \| Palenquero \| \| \| \| \| \| Papiamento \| \| \| \| |
|                  | \| \| Chabacano \| \| \| \| \| \| Palenquero \| \| \| \| \| \| Papiamento \| \| \| \| |
|                  | Chabacano                                                                             |
|                  |                                                                                       |
|                  | Palenquero                                                                            |
|                  |                                                                                       |
|                  | Papiamento                                                                            |
|                  |                                                                                       |

|  | Chabacano  |
|  |            |
|  | Palenquero |
|  |            |
|  | Papiamento |
|  |            |

|                  | Español moderno                                                                       |
|                  |                                                                                       |
| Lenguas criollas | \| \| Chabacano \| \| \| \| \| \| Palenquero \| \| \| \| \| \| Papiamento \| \| \| \| |
|                  | \| \| Chabacano \| \| \| \| \| \| Palenquero \| \| \| \| \| \| Papiamento \| \| \| \| |
|                  | Chabacano                                                                             |
|                  |                                                                                       |
|                  | Palenquero                                                                            |
|                  |                                                                                       |
|                  | Papiamento                                                                            |
|                  |                                                                                       |

|  | Chabacano  |
|  |            |
|  | Palenquero |
|  |            |
|  | Papiamento |
|  |            |

### Lenguas relexicalizadas por el español
En el mundo existen varias lenguas mixtas y pidgins que toman gran parte de su léxico del español:
- con el portugués:
  - portuñol, conjunto de variedades mixtas habladas en algunas zonas fronterizas entre Brasil y países hispanoamericanos colindantes.
- con el guaraní:
  - yopará, habla con una fuerte influencia y léxico procedente del español, hablada en Paraguay y el nordeste de Argentina;
- con el quichua norteño:
  - media lengua, lengua mixta que tiene el 89% de léxico español y gramática quichua, se habla en Ecuador.

### Variantes del español relexicalizadas por otras lenguas
El contacto entre español e inglés ha dado lugar a algunas variedades lingüísticas peculiares:
- espanglish, hablado en Estados Unidos;
- llanito, hablado en el territorio británico de Gibraltar.

## Descripción lingüística

### Clasificación
El español es una lengua indoeuropea de la subfamilia romance, concretamente una lengua del grupo iberorromance, por lo que las lenguas más cercanas a él son el asturleonés, el gallego-portugués y el aragonés. Tipológicamente es una lengua flexiva fusionante, de núcleo inicial y marcaje de complemento y el orden básico es SVO (oraciones enunciativas sin topicalización).

## Fonología y sonidos
El español moderno tiene una fonología notoriamente diferente de la del latín. En español estándar moderno se ha perdido la oposición de cantidad en vocales y consonantes y el acento no está prosódicamente determinado sino que es fonológicamente distintivo. En castellano moderno los sonidos sordos (sin vibración de las cuerdas vocales) son siempre obstruyentes (fricativas, africadas u oclusivas), mientras que los sonidos sonoros son frecuentemente continuos (aproximantes, sonorantes o vocales). Los únicos sonidos obstruyentes que son sonoros sin que se deba a asimilación son las oclusivas /b, d, g/ (en posición inicial absoluta o tras nasal). El español medieval poseía africadas y fricativas sonoras (aún presentes en otras lenguas romances e incluso en judeoespañol pero ensordecidas sistemáticamente en español estándar moderno).
En el paso del latín al castellano se aprecian algunos cambios distintivos como por ejemplo la presencia de lenición (latín vita —español ‘vida’—, latín lupus —español ‘lobo’—), la diptongación en los casos fonéticamente breves de la E y la O (latín terra —español ‘tierra’—, latín novum —español ‘nuevo’—), y la palatalización (latín annum —español ‘año’—). Algunas de estas características están también presentes en otras lenguas romances.
El fonema más frecuente en español es /e/, por lo que también la letra «e» es la letra más repetida en un texto largo en español. El fonema consonántico más frecuente en todas las variedades es /s/, aunque como letra consonante la «r» es un poco más frecuente que «s» (esto se debe a que el fonema /r/ cuando no va a principio o final de palabra se escribe doble, con lo cual la frecuencia de esa letra supera a la del fonema. La frecuencia de «r» se ve todavía más incrementada porque cuando se encuentra en el interior de una palabra representa al fonema /ɾ/, vibrante simple).
El acento es de intensidad y estadísticamente dominan las palabras llanas, o acentuadas en la penúltima sílaba, después las agudas y por último las esdrújulas. Gracias a la Real Academia Española, fundada en 1713, la ortografía del español se ha ido simplificando buscando el patrón fonético, aunque esta tendencia se paralizó a mediados del siglo XIX, pese a las propuestas en ese sentido del gramático Andrés Bello.

### Vocales

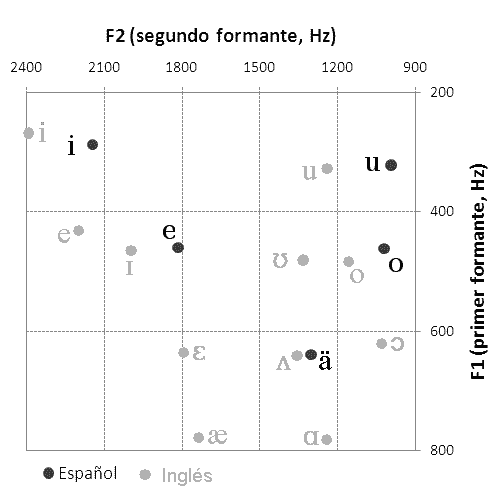
Comparación fonética entre las vocales del inglés y del español (Bradlow, 1995), que muestra las dos primeras frecuencias formantes.

En todas las variantes del español hay cinco vocales fonológicas: /a e i o u/. La /e/ y /o/ son vocales medias, ni cerradas ni abiertas, pero pueden tender a cerrarse y abrirse [e], [ɛ], [o] y [ɔ] dependiendo de su posición y de las consonantes por las que se hallen trabadas. Sin embargo, estos sonidos no suponen en la mayor parte de variedades un rasgo distintivo, a diferencia de lo que pasa en catalán, en gallego, en portugués, en francés, en occitano y en italiano; en español estos sonidos son por tanto alófonos. No obstante, en las variedades del sureste de la península ibérica (andaluz oriental y murciano) el rasgo de abertura es fonológico, y por tanto esos geolectos poseen hasta 10 vocales en oposición (singular [el 'pero] / plural [lɔ perɔ]).
Según Navarro Tomás, los fonemas vocálicos /a/, /e/ y /o/ presentan diferentes alófonos.
Las vocales /e/ y /o/ presentan unos alófonos algo abiertos, muy aproximados a [ɛ] y [ɔ], en las siguientes posiciones:
1. En contacto con el sonido de doble erre (“rr”) /r/, como en “perro”, “torre”, “remo”, “roca”.
2. Cuando van precediendo al sonido /x/, como en “teja”, “hoja”.
3. Cuando van formando parte de un diptongo decreciente, como en “peine”, “boina”.
4. Además, el alófono abierto de /o/ se produce en toda sílaba que se encuentre trabada por consonante y el alófono abierto de /e/ aparece cuando se haya trabado por cualquier consonante que no sea /d/, /m/ y /n/: “pelma”, “pesca”, “pez”, “costa”, “olmo”.

El fonema /a/ presenta tres variedades alofónicas:
1. Una variedad palatal, cuando precede a consonantes palatales, como en “malla”, “facha”, “despacho”.
2. Otra variante velarizada se produce cuando precede a las vocales /o/, /u/ o a las consonantes /l/, /x/: “ahora”, “pausa”, “palma”, “maja”.
3. Una variante media, que se realiza en los contornos no expresados en los párrafos anteriores: “caro”, “compás”, “sultán”.

Tanto /i/ como /u/ pueden funcionar también como semivocales ([i^] y [u^]) en posición postnuclear de sílaba y como semiconsonantes ([j̞] y [w̞]) en posición prenuclear. En el español existe una pronunciada tendencia antihiática que con frecuencia convierte en diptongos los hiatos en una pronunciación relajada, como héroe ['e.ɾo.e]-['e.ɾwe], o línea ['li.ne.a]-['li.nja].
Además en castellano todas las vocales pueden nasalizarse al encontrarse trabadas por una consonante nasal dando como resultado [ã], [ẽ], [ĩ], [õ] y [ũ]. Este rasgo es más destacado en unas variedades lingüísticas que en otras.[cita requerida]
En diversos dialectos del español del sureste de España, como el andaluz oriental y el murciano, entre otros, se distinguen entre 8 y 10 vocales, e incluso 15 si se cuentan las vocales nasales, las cuales están muy presentes en estos dialectos; este fenómeno va a veces acompañado de armonía vocálica. Cualquier vocal al hallarse trabada por una “s” (muda), o por las demás consonantes (mudas), dan como resultado las siguientes vocales /ɑ/, /ɛ/, /ɪ/, /ɔ/ y /ʊ/; formándose así los siguientes pares vocálicos: /a/-/ɑ/, /e/-/ɛ/, /i/-/ɪ/, /o/-/ɔ/ y /u/-/ʊ/. Estos pares vocálicos son distintivos en estos dialectos, como hasta y asta /ɑt̪a/ - ata (verbo atar) /at̪a/, mes /mɛ/ - me /me/, los /lɔ/ - lo /lo/.[cita requerida]
A diferencia de lo anterior, el español de México pronuncia las vocales átonas de una forma débil o sorda, principalmente en contacto con el sonido /s/. Dándose el caso que las palabras pesos, pesas y peces tengan la misma pronunciación ['pesə̥s].[cita requerida]

### Consonantes
Todas las variedades de español distinguen un mínimo de 22 fonemas, cinco de los cuales corresponden a vocales (/a e i o u/) y 17 a consonantes (/b s k d f g x l m n ɲ p r ɾ t ʧ ʝ/). Algunas variedades pueden poseer un mayor número de fonemas; por ejemplo, en la península ibérica la mayoría de dialectos tienen la presencia adicional de /θ/ y en algunos hablantes de varias zonas de España y América además persiste el fonema /ʎ/ (que estaba presente en castellano medieval). Sin embargo el número de sonidos o alófonos (que no necesariamente son fonológicamente distintivos) es notoriamente superior en todas las variedades de español, para ver una lista de algunos puede consultarse transcripción fonética del español. Las diferencias fonológicas dialectales, debidas en su mayoría a diferencias en las consonantes, son las siguientes:
- Ningún dialecto del español hace la distinción espontánea entre la pronunciación de las letras “b” y “v”. Esta falta de distinción se conoce como betacismo. Sin embargo hay que tener en cuenta que en algunos países, particularmente Chile, se presiona mucho a los niños en la escuela para que pronuncien la 'v' como labiodental, por ello, uno puede encontrarse ocasionalmente con esta pronunciación (percibida por muchos como afectada), especialmente en los medios de comunicación. La pronunciación de la “v” como fonema bilabial oclusivo o fricativo, idéntico al de “b”, es compartida también con el gallego, sardo y varios dialectos del catalán y del occitano, entre otros. Una posible causa de esta peculiaridad es la influencia del sustrato lingüístico vascoide, lo que explicaría su extensión en estas lenguas citadas a partir de un foco vasco-pirenaico. Otra posible explicación, más bien estructural, es que aunque el latín tenía la letra 'v' que en realidad era solamente una variante escrita de la 'u' semivocal, esta se pronunciaba /w/ y evolucionó en otras lenguas romances hacia /v/. Por otro lado, la fricativización de /b/, común en todas las lenguas romances, dio lugar a los alófonos /b/ oclusivo y /β/ fricativo. El segundo tiene cierto parecido con la aproximante /w/, con lo que la 'v' [w] latina habría pasado directamente a [b, β] en español. No obstante, existe el sonido /v/ en español cuando una “f” está en contacto con una consonante sonora, del mismo modo ocurre una sonorización de /s/ y /θ/ al estar en contacto con una consonante sonora tornándose /z/ y /ð/, respectivamente. Ejemplo: Dafne ['davne], [roz'β̞iv ð̞e teɾ'neɾa].
- En general, existe confusión entre la “y” consonántica, pronunciada [ʝ], [ɟ], [ʒ] o [ʃ], y la “ll”, originalmente [ʎ], salvo en diversas zonas de España (en regresión) y, en América, en el español paraguayo y en los dialectos con sustratos de lenguas en que existe dicha diferencia, como en las zonas bilingües español-quechua o español-aimara. Esta falta de distinción se conoce como yeísmo.
- En la mayoría de variedades de América y sur de España /s/ es un sonido laminoalveolar, mientras que en otras variedades americanas (la mayoría de Perú, Bolivia, zonas dispersas de Colombia, México, Venezuela y República Dominicana) y en el centro y norte de España la /s/ es apicodental [s̪].[cita requerida]
- Se considera característica particular y singular de la lengua española la representación de la consonante /ɲ/ mediante la letra “ñ” (procedente de los grupos latinos nn y niV que en la Edad Media comenzó a abreviarse como una “n” con una tilde (~) encima que luego tomó la forma ondulada representando su pronunciación palatal), aunque también existe en muchas más lenguas del mundo: asturleonés, el aragonés, el bretón y el gallego, el guaraní, el mapudungun, el mixteco, el otomí y el quechua en América, el bubi en África o el chamorro en Oceanía. En el español de Yucatán la letra “ñ” se pronuncia [nj] en vez de [ɲ], y por ello a veces se transcribe como “ni”.[419]
- El español de España, salvo Canarias y gran parte de Andalucía, distingue entre [θ] (escrito 'z' o 'ce', 'ci') y [s]: casa ['kasa], caza ['kaθa].
- La mayoría de los dialectos registra una pérdida más o menos avanzada de la /-s/ implosiva (postvocálica o en coda silábica), un fenómeno típico de las 'tierras bajas' americanas, en un proceso parecido al del francés medieval. Las excepciones son México (salvo algunas zonas costeras del Caribe), mitad norte de España (donde empieza a aparecer) y en la zona andina (especialmente en Colombia, Ecuador, Perú y Bolivia).[cita requerida]
- Por influencia del náhuatl[420] el español de México pronuncia los dígrafos “tz” y “tl” como sonidos africados: un sonido africado alveolar sordo /t͡s/ y otro africado alveolar lateral sordo /t͡ɬ/, respectivamente. El primero de ellos solo aparece en términos nativos, el segundo se aplica ahora a palabras que no son préstamos como Atlántico o Nestlé. Nótese que Atlántico y Nestlé se pronuncian [a.'t͡ɬan.ti.ko] y [nes.'t͡ɬe] en México,[420] mientras que en España se pronuncian [ad.'lan.ti.ko] y [nes.'le], respectivamente.[421][422] Por otro lado, dado que la letra “x” representa los sonidos [ks], [gs], [s], [x] y [ʃ] en el español de México, puede haber varias pronunciaciones para la misma palabra. Por ejemplo, xenofobia se pronuncia como [seno'foβia], [ʃeno'foβia] o aun [xeno'foβia]. Esta última pronunciación ha quedado registrada en los discursos de varios diplomáticos y escritores mexicanos, tales como Adolfo López Mateos,[423][424] Alfonso Reyes Ochoa[425] y otros.[426][427] De igual forma, xilocaína se pronuncia [xiloka'ina], y xilófono llega a ser pronunciada como [si'lofono] o [ʃi'lofono].

### Fonología
El sistema fonológico del español está compuesto por un mínimo de 17 fonemas consonánticos (y algunas variedades de España pueden llegar a presentar hasta 19 fonemas al disponer además de los fonemas /ʎ/ y /θ/). En cuanto a las vocales, la mayoría de variedades solo cuentan con 5 fonemas y varios alófonos. En algunas variedades del andaluz y otros dialectos meridionales del español pueden tener hasta 10 vocales en oposición fonológica, ya que en ellas el rasgo ATR de apertura puede llegar a ser relevante, duplicándose el número de vocales.
Todos estos fonemas son analizables mediante un mínimo de 9 rasgos binarios (para las variedades sin /θ/): [± consonante], [± sonante]; [± dorsal], [± labial], [± coronal], [± palatal], [± velar]; [± continuante], [± nasal], [± lateral]. Aunque normalmente con el fin de hacer más natural la descripción se usan algunos más, incluidas algunas descripciones articulatorias más explícitas:
- Por ejemplo las coronales se suelen referir como alveolares o dentales.
- las consonantes no sonorantes se suelen dividir en oclusivas si tienen el rasgo [- continuante] y fricativas si tienen el rasgo [+ continuante].

La tabla de consonantes en términos de estos rasgos viene dada por:
| RASGOS [+consonante] | RASGOS [+consonante] | RASGOS [+consonante] | [-dorsal]    | [-dorsal]    | [+dorsal]    | [+dorsal]    |
| RASGOS [+consonante] | RASGOS [+consonante] | RASGOS [+consonante] | [+lab][-cor] | [-lab][+cor] | [+pal][-vel] | [-pal][+vel] |
| -------------------- | -------------------- | -------------------- | ------------ | ------------ | ------------ | ------------ |
| [-son]               | [-son]               |                      | p b          | t d          | tʃ           | k g          |
| [-son]               | [-son]               | [+cont]              | f            | (θ) s        | ʝ            | x            |
| [+son]               | [+nas]               | [+nas]               | m            | n            | ɲ            |              |
| [+son]               | [-nas]               | [+lat]               |              | l            | (ʎ)          |              |
| [+son]               | [-nas]               | [-lat]               |              | r ɾ          |              |              |

Donde se han indicado mediante paréntesis (•) los fonemas que no están presentes en todas las variedades de español.

#### Velocidad de pronunciación
En un estudio realizado por la Universidad de Lyon se compararon los idiomas: alemán, español, francés, inglés, italiano, japonés, mandarín y vietnamita. Se llegó a la conclusión de que solo el japonés es capaz de superar al español tanto en rapidez como en baja densidad de información por sílaba pronunciada. Las cifras para el idioma español fueron: 7,82 sílabas por segundo, frente a la media de 6,1 sílabas en inglés en esa misma fracción de tiempo, confirmando que la rapidez del idioma se debe a la adaptación a su estructura.

### Alfabeto
El alfabeto usado por el idioma español es el alfabeto latino, del que se emplean 27 letras: a, b, c, d, e, f, g, h, i, j, k, l, m, n, ñ, o, p, q, r, s, t, u, v, w, x, y, z.
En español moderno la «h» no se corresponde con ningún fonema (aunque en castellano antiguo y algunos dialectos regionales modernos sigue representando el fonema /h/). Todas las variantes de español cuentan con al menos 22 fonemas (17 consonánticos y cinco vocálicos), teniendo algunas variantes hasta 24 fonemas (dos fonemas que aparecen en español ibérico central y septentrional y no aparecen en todas las variantes son /θ/ y /ʎ/). Además, no hay correspondencia exacta entre el resto de letras y fonemas (por ejemplo, «c» = /k/ ante /a, o, u/ y /θ/ ante /e, i/ en España). Asimismo, se emplean también cinco dígrafos para representar otros tantos fonemas: «ch», «ll», «rr», «gu» y «qu», considerados estos dos últimos como variantes posicionales para los fonemas /g/ y /k/.
Los dígrafos ch y ll fueron considerados como letras independientes del alfabeto español desde 1754 hasta 2010, por lo que ambos signos gráficos estuvieron listados aparte en los diccionarios de 1803 a 1994, debido a que mantienen una pronunciación propia que es distinta a la de las letras individuales que los componen (c y l). Asimismo la mayoría de hablantes de español hablan variedades que presentan yeísmo, bajo el cual la pronunciación de la ll es idéntica a la de la y cuando esta última se pronuncia como consonante, aunque su sonido sea tradicionalmente considerado un fonema lateral palatal.
La letra «r» puede representar el fonema /ɾ/ (final o inicio de sílaba media) o /r/ (inicio de palabra, o tras consonantes) tal como muestran los siguientes ejemplos:
dar ocas /'da'ɾokas/
da rocas /'da'rokas/
dar rocas /'daɾ'rokas/
Israel /isra'el/ (no /isɾa'el/)
sonreír /sonre'iɾ/ (no /sonɾe'ir/)
En cambio el dígrafo «rr» siempre representa el fonema /r/.

### Gramática

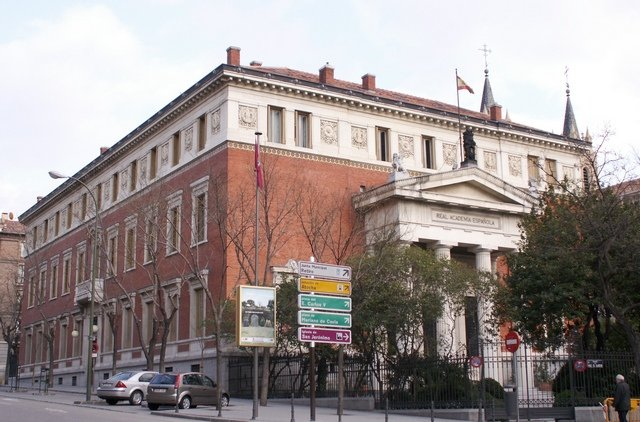
Sede de la Real Academia Española en Madrid, España

El español es una lengua flexiva de tipo fusional, es decir, en las oraciones se usa preferentemente la flexión para indicar las relaciones entre sus elementos. Sin embargo, a pesar de su carácter de lengua flexiva, también recurre al uso de preposiciones, palabras abstractas que sirven de nexo y son invariables. Por la forma en que se marcan los argumentos de los verbos transitivos e intransitivos, se agrupa dentro de las lenguas nominativo-acusativas.
En el nombre y el adjetivo las categorías de número y género son obligatorias, cosa que se manifiesta tanto en las terminaciones como la forma del artículo que requiere un nombre o adjetivo cuando va precedido de artículo. Los pronombres personales distinguen las categorías de número y caso y en la tercera persona además género. El verbo distingue sistemática entre formas de singular y plural, además tiene formas según tiempo, modo, aspecto y voz.

#### Morfología
Las palabras del español se forman mediante lexemas o raíces a los que se agregan morfemas gramaticales o gramemas (como el género masculino o femenino y el número singular o plural para los sustantivos y adjetivos, y el modo, tiempo, voz, aspecto y persona y número para el verbo), más todo tipo de afijos que sirven para formar palabras derivadas o bien para marcar la afectividad, como ocurre con la especialmente abundante y característica derivación en sufijos diminutivos, muchos de ellos de uso más bien local. La sufijación se emplea tanto para la flexión como para la derivación, mientras que la prefijación siempre es derivativa, nunca flexiva. La flexión también puede realizarse suprasegmentalmente mediante la posición del acento:
(yo) animo (1.ªp. sg pres ind)
(él) animó (3.ªp. sg pret perf simp ind).

#### Sintaxis
La sintaxis es el ámbito de las oraciones y sus constituyentes sintácticos, y se ocupa de estudiar la manera en que los elementos discretos del lenguaje se combinan entre sí, así como las restricciones de orden sintáctico, coocurrencia y concordancia, existentes entre ellos. El orden básico más común con verbos (que no sean inergativos) y con sujeto y objeto definidos es SVO, aunque pragmáticamente el orden de estos elementos es bastante libre. Las restricciones de orden afectan casi exclusivamente a los clíticos y los elementos de polaridad negativa, y a elementos relacionados con categorías funcionales.
Las oraciones compuestas del español incluyen restricciones complejas de la consecutio temporum y restricciones por la distinción entre un modo indicativo y un modo subjuntivo. Frecuentemente las reglas de elección del modo de la oración subordinada no resultan sencillas. De hecho este es uno de los aspectos más difíciles para los estudiantes de español como segunda lengua.
Además el español, como la mayoría de lenguas indoeuropeas y a diferencia de lenguas como el chino o el japonés, usa extensivamente diversos tipos de concordancia de número, género y polaridad. Estas relaciones de concordancia con frecuencia se dan entre diferentes sintagmas. Tipológicamente el español es una lengua de núcleo inicial y pocas restricciones de orden en cuanto a los argumentos verbales y adjuntos sintácticos. Además el español es una lengua que usa preferentemente el marcaje de complemento.

#### Voseo

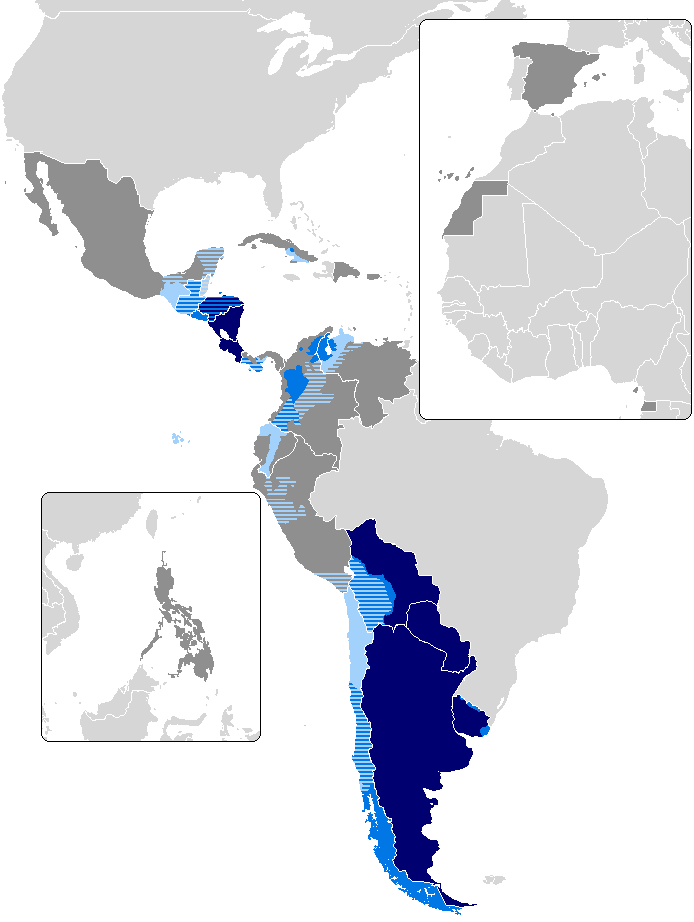
Uso mayoritario, de forma oral y escrita
Uso compartido
Uso restringido a zonas específicas
Zonas hispanoparlantes sin voseo

En algunas variantes del castellano americano se emplea la forma vos para el pronombre de segunda persona singular en lugar del tú estándar; normalmente esta variación está acompañada de una conjugación particular.
En el español de la península el voseo fue, en un principio, tratamiento solo propio de nobles o como forma de respeto similar al actual usted (vuestra merced). La irrupción de la forma vuestra merced, progresivamente contraída a usted, reestructuró el uso de los pronombres en España, de forma que vos comenzó a usarse como fórmula de trato entre iguales y entraba en competencia con tú. Con el paso del tiempo el uso culto de España rechazó el voseo dejando el ustedeo como forma de respeto y el tuteo para el uso familiar o entre iguales. La colonización de América a finales del siglo XVI se produjo cuando vos todavía se usaba para el trato entre iguales y con este valor se implantó en varias zonas como forma popular de tratamiento para la segunda persona del singular, pero perdió sus connotaciones de prestigio. En España no sobrevive actualmente, aunque sí la forma de segunda persona de plural vosotros, que también tiene su origen en el vos latino. Los núcleos urbanos cultos de América que quedaron más expuestos a la influencia del español europeo siguieron la reestructuración de los pronombres de la península y rechazan el vos en favor del tuteo (casi todo México, las Antillas y Perú), mientras que en el resto el voseo ha sobrevivido, con distinta consideración, hasta la actualidad.
El voseo se presenta marcadamente en Argentina, Bolivia (oriente), Costa Rica, El Salvador, Guatemala, Honduras, Nicaragua, Paraguay y Uruguay. Aparece, de maneras ligeramente distintas en Venezuela (noroeste), Colombia (occidente), y Chile. Menos frecuentemente y limitado a un ámbito familiar, el “vos” se puede encontrar en México (centro y altos de Chiapas), Colombia (costa pacífica), Ecuador (sierra), Chile (norte y sur) y en zonas más reducidas del interior de México (Tabasco), Panamá (Península de Azuero), Ecuador (sur), Belice (sur) y Perú (norte y sur). En Cuba, Puerto Rico y República Dominicana su uso está extinto.

Solo en el ámbito rioplatense, antioqueño, camba y centroamericano se emplea regularmente como forma prestigiosa; en otras regiones existe cierta diglosia entre ambas conjugaciones.

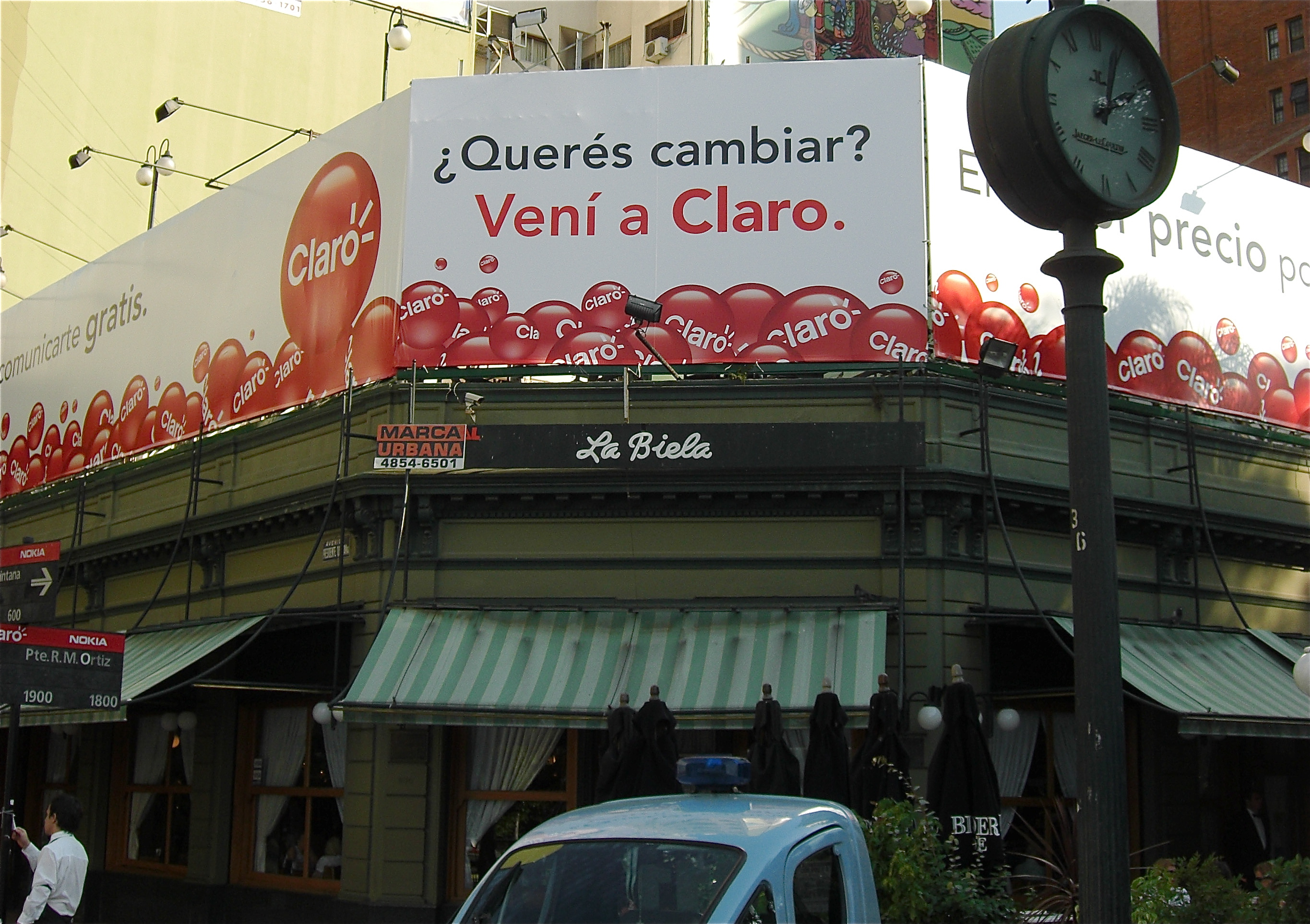
Ejemplo de voseo en un cartel en Buenos Aires, Argentina, en el que se lee ¿Querés cambiar? Vení a Claro. El dialecto rioplatense es el más representativo del voseo en el idioma español.

En Argentina, Paraguay y Uruguay el «vos» ha incluso desplazado casi por completo al «tú» de las fuentes escritas. No obstante hay escritores rioplatenses que aún mantienen la forma clásica «tú» para sus obras de ficción, como el poeta uruguayo Mario Benedetti.
En Guatemala el tuteo es usado más frecuentemente entre personas de diferente sexo, cuando un hombre le habla a una mujer que no conoce por lo general el trato es de «tú», cuando hay más confianza se vosea.
En El Salvador el tuteo es común, se usa como cortesía o respeto en ciertos registros, por ejemplo, cuando se habla con extranjeros, cuando se habla en público, publicidad, correspondencia, etc. Si la situación es espontánea, se suelen utilizar ambos. Es normal entre iguales, y mayoritariamente entre la clase baja, no así el voseo el cual es normal entre la clase media y alta.
En Nicaragua el uso del «tú» está extinto, toda la población utiliza el «vos» para las situaciones informales y «usted» para las formales. Si alguien tutea, se considera una persona extranjera, o quien imita otra cultura, el uso del «tú» o su conjugación en algunas frases u oraciones es a raíz de muchas telenovelas hispanoamericanas donde el tuteo es común.
En Costa Rica, vos es muy común como pronombre informal, mientras que «usted» es el pronombre formal. Existen hablantes que usan exclusivamente el «usted», sin importar si su uso es formal o informal. Existen también hablantes que usan el tuteo, pero este uso es rechazado por los hablantes voseantes.
En Venezuela el voseo es común en el Estado Zulia y en la parte centroccidental del Estado Falcón.

### Léxico
El léxico del español está constituido por alrededor de un 70% de palabras derivadas del latín, un 10% derivadas del griego, un 8% del árabe, un 3% del gótico, y un 9% de vocablos derivados de distintos idiomas.
De las lenguas prerromanas de la península (íbero, euskera, celta o tartesio) existen bastantes topónimos, algunas palabras (barro, perro, cama, gordo, nava) y algún antropónimo aislado, como Indalecio. El asentamiento de pueblos germánicos como los visigodos, los vándalos o los suevos insertó bastantes nombres de pila (Enrique, Gonzalo, Rodrigo) y sus respectivos apellidos (Enríquez, González, Rodríguez), el sufijo -engo en palabras como «realengo» y vocabulario referente a la guerra como «yelmo» y «espía».
Además, la ya mencionada época musulmana dio paso a la adopción de numerosos arabismos. En morfología, cabe apuntar que viene del árabe el sufijo -í de gentilismos tales como «ceutí» o «israelí».
En el siglo XVI se introdujeron numerosos italianismos referentes a las artes, pero también gran número de palabras indígenas o americanismos, referentes a plantas, costumbres o fenómenos naturales propios de esas tierras, como
batata, papa, yuca, cacique, hamaca, huracán, cacao, chocolate;
procedentes del náhuatl, las lenguas mayenses, las lenguas arahuacas (primordialmente el taíno) y el quechua.
En el siglo XVII entraron numerosos cultismos por influjo de la lengua gongorina o culterana. En el siglo XVIII, galicismos o palabras tomadas del francés referentes sobre todo a la moda, la cocina y la burocracia como puré, tisú, menú, peluquín, maniquí, restorán/restaurante, buró, carné, gala y bricolaje, entre otras. En el siglo XIX, se incorporaron nuevos préstamos, sobre todo del inglés y el alemán, aunque también del italiano en ámbitos referentes a la música, en particular la ópera (batuta, soprano, piano, radio), y la cocina. En el siglo XX se acentuó muchísimo la presión del inglés en los campos de la tecnología, la informática, la ciencia y el deporte: set, penalti, fútbol, e-mail, Internet, software. Todos estos son conocidos como préstamos lingüísticos.
Sin embargo, la Real Academia Española ha hecho, durante estos últimos años, grandes esfuerzos para evitar el uso de estos vocablos proponiendo alternativas más acordes con la ortografía tradicional del español (entre otros muchos ejemplos: zum en lugar de zoom, correo electrónico en lugar de e-mail, fútbol o balompié en lugar de football…). Aunque la mayoría de estas iniciativas han ido calando en la sociedad, ciertas propuestas no han tenido demasiada acogida, a pesar de ser recomendadas por la RAE.
Por lo general, América es más susceptible a los préstamos del inglés o anglicismos (mouse, en España: «ratón»), debido en buena medida al contacto más cercano con Estados Unidos. Por su lado, España lo es a los galicismos o palabras tomadas de la vecina Francia (como el galicismo «ordenador» en el español de la península ibérica, en contraste con el anglicismo «computadora» o «computador» en el español americano).
Respecto a las lenguas eslavas, la mayoría de los préstamos proviene del idioma ruso. No obstante, también hay vocablos en español que provienen del checo y del eslovaco. La mayoría de los préstamos del checo se asimilaron al español a partir de otros idiomas, como el francés y el inglés, con origen checo, como pistola o robot. No obstante, la mayor parte de las palabras provenientes del checo son sustantivos epónimos.

### Sistema de escritura

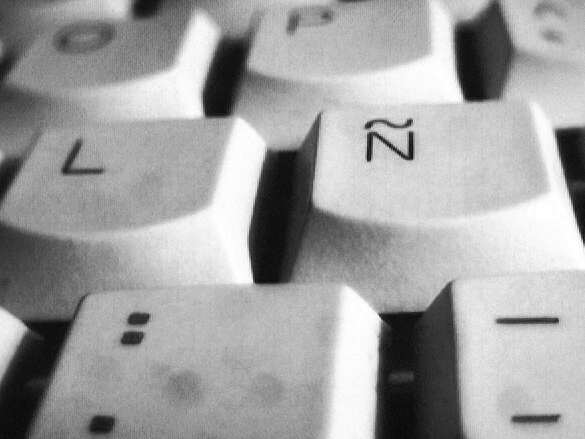
La letra eñe en un teclado.

El español se escribe mediante una variante del alfabeto latino con la letra adicional «ñ» (eñe) y los dígrafos «gu», «qu», «rr», «ch» y «ll», considerados estos dos últimos como letras del abecedario desde 1754 hasta 2010, y que estuvieron listados aparte de la «c» y de la «l» entre 1803 (cuarta edición del DRAE) y 1994, debido a que representan un solo sonido, distinto de las letras que lo componen.
Así, el alfabeto español está formado por veintisiete (27) letras: «a», «b», «c», «d», «e», «f», «g», «h», «i», «j», «k», «l», «m», «n», «ñ», «o», «p», «q», «r», «s», «t», «u», «v», «w», «x», «y» y «z».
Los dígrafos «ch» y «ll» tienen valores fonéticos específicos, por lo que en la Ortografía de la lengua española de 1754 comenzó a considerárseles como letras del alfabeto español y a partir de la publicación de la cuarta edición del Diccionario de la lengua española en 1803 se ordenaron separadamente de «c» y «l», y fue durante el X Congreso de la Asociación de Academias de la Lengua Española celebrado en Madrid en 1994, y por recomendación de varios organismos, que se acordó reordenar los dígrafos «ch» y «ll» en el lugar que el alfabeto latino universal les asigna, aunque todavía seguían formando parte del abecedario. Con la publicación de la Ortografía de la lengua española de 2010, ambas dejaron de considerarse letras del abecedario.
 Además, a diferencia de otros idiomas en el resto del mundo, el español es el único idioma que emplea signos gráficos de interrogación y exclamación de apertura que no poseen otras lenguas («¿» y «¡»), los cuales se ponen al inicio de la pregunta o exclamación, y al final de la pregunta o exclamación sus respectivas contrapartes de cierre («?» y «!»). De esta manera se puede diferenciar al español de otros idiomas en referencia a la creación de preguntas y exclamaciones (nótese que estos signos de apertura fueron introducidos en la segunda edición de la Ortografía de la Real Academia de la Lengua). Estos signos especiales facilitan la lectura de preguntas y exclamaciones largas que oralmente solo se expresan por variaciones de entonación. En otros idiomas «¿» y «¡» no son necesarios debido a que su sintaxis oral no causa ambigüedad al ser leída, ya que existen inversión de sujeto, auxiliares especiales, locuciones ―por ejemplo: Is he coming tomorrow?, Vient-il demain?, Kommt er morgen?, ¿Viene mañana?―.
Las vocales constituyen siempre el centro o núcleo de la sílaba, aunque la «i» y la «u» pueden funcionar como semiconsonantes antes de otro núcleo vocálico y como semivocales después. Un núcleo vocálico de sílaba puede sonar más fuerte y alto que los restantes núcleos silábicos de la palabra si lleva el llamado acento de intensidad, que se escribe según unas normas ortográficas con el signo denominado acento ortográfico o tilde para marcar el golpe de voz cuando este no sigue el patrón habitual, o para distinguir vocablos que se escriben igual (véase acento diacrítico).
Además, la letra «u» puede llevar diéresis («ü») para indicar que es pronunciada en los grupos «güe» y «güi». En la poesía, las vocales «i» y «u» pueden llevar también diéresis para romper un diptongo y ajustar convenientemente la métrica de un verso determinado (por ejemplo, «ruido» tiene dos sílabas, pero «ruïdo» tiene tres). El español es una lengua que posee una marcada tendencia antihiática, por lo cual suelen reducirse en el habla relajada los hiatos a diptongos, e incluso reducirse estos a una sola vocal: indoeuropeo > *indouropeo > *induropeo; ahora > *ahura > *ara; héroe > *herue.

### Otras representaciones

a
b
c
d
e
f
g
h
i
j
k
l
m
n
ñ
o
p
q
r
s
t
u
v
w
x
y
z
á
é
í
ó
ú
ü

## Valor económico del idioma en España
Un estudio de una fundación privada sugiere que el valor económico del idioma español en España está cifrado en un 15,6% del PIB del país. En la actualidad, tres millones y medio de personas poseen empleos directamente relacionados con el español, un millón más que la pasada década. Además, compartir la lengua española, explica que los intercambios comerciales de España con Iberoamérica, particularmente, se multiplican por 2,5 veces. Compartir el español aumenta en cerca de un 290% el comercio bilateral entre los países hispanohablantes.
También son factores de valor económico; la propia enseñanza de la lengua, la industria cultural, la edición de publicaciones, la gastronomía, la ciencia, la arquitectura, el deporte y el turismo.
Según el Instituto Cervantes, el número de turistas idiomáticos que llegan a España ha crecido, desde el 2000 hasta el 2007, un 137,6%. Y el sector turístico español cifra en 462,5 millones de euros los ingresos del turismo idiomático en España en 2007. Los 237 600 estudiantes que llegaron a España en ese año destinaron 176,5 millones a los cursos de español, de los que el 86% fue a parar a centros privados de idiomas y el porcentaje restante a las universidades.

## Real Academia Española y academias asociadas

Países miembros de la ASALE.

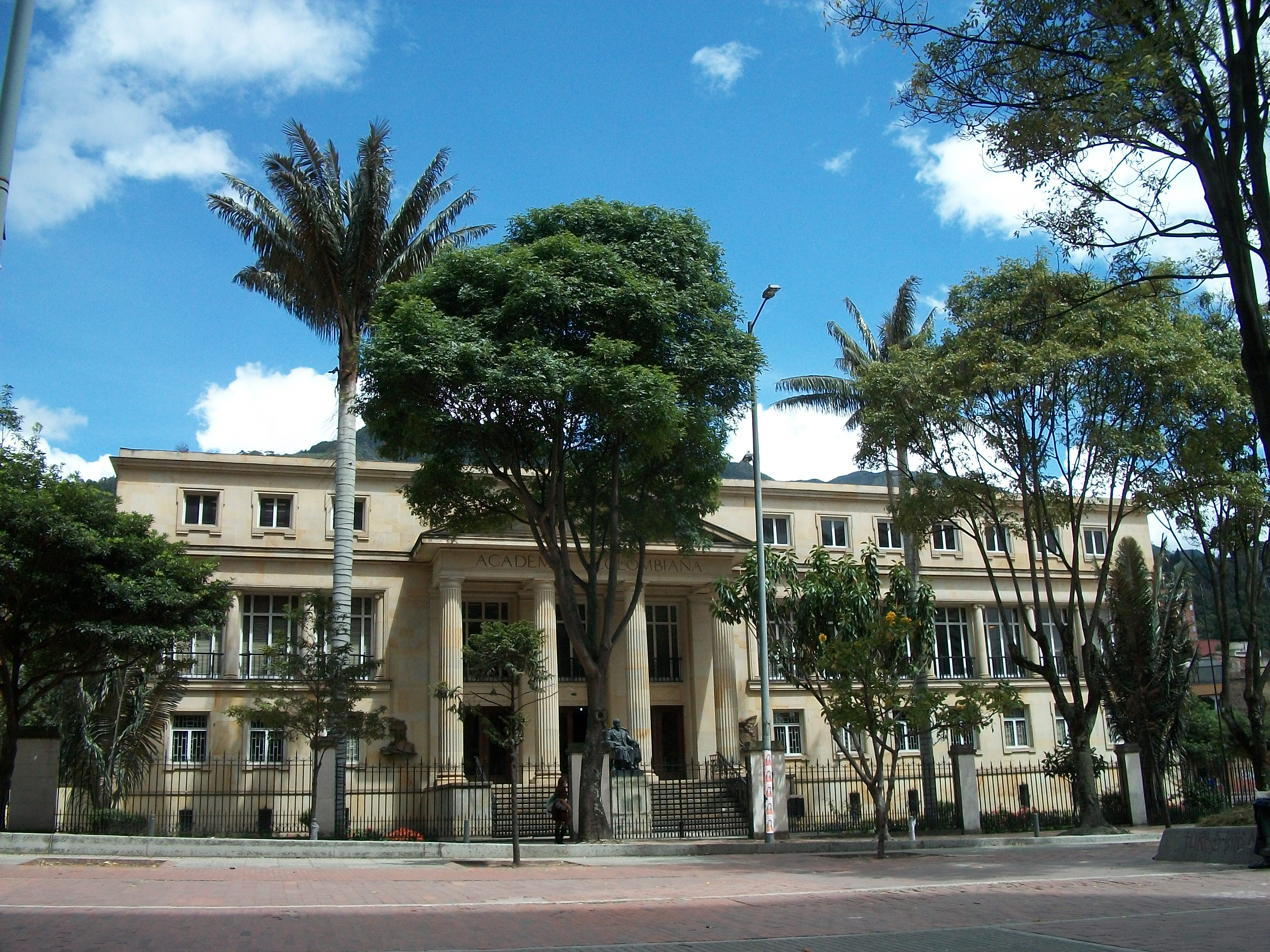
Fachada de la Academia Colombiana de la Lengua (ACL) en Bogotá.

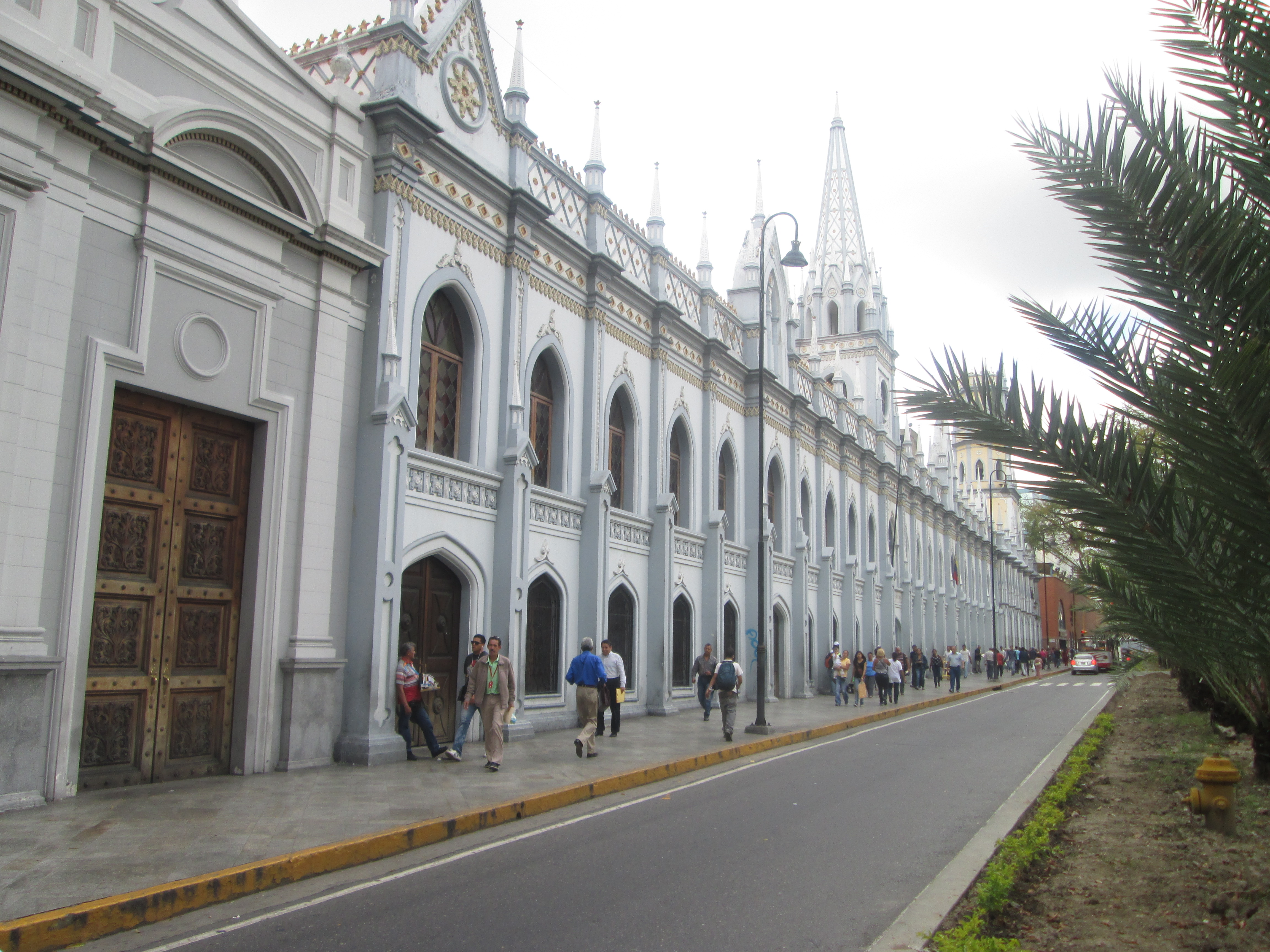
Palacio de las Academias, sede de la Academia Venezolana de la Lengua (AVL) en Caracas.

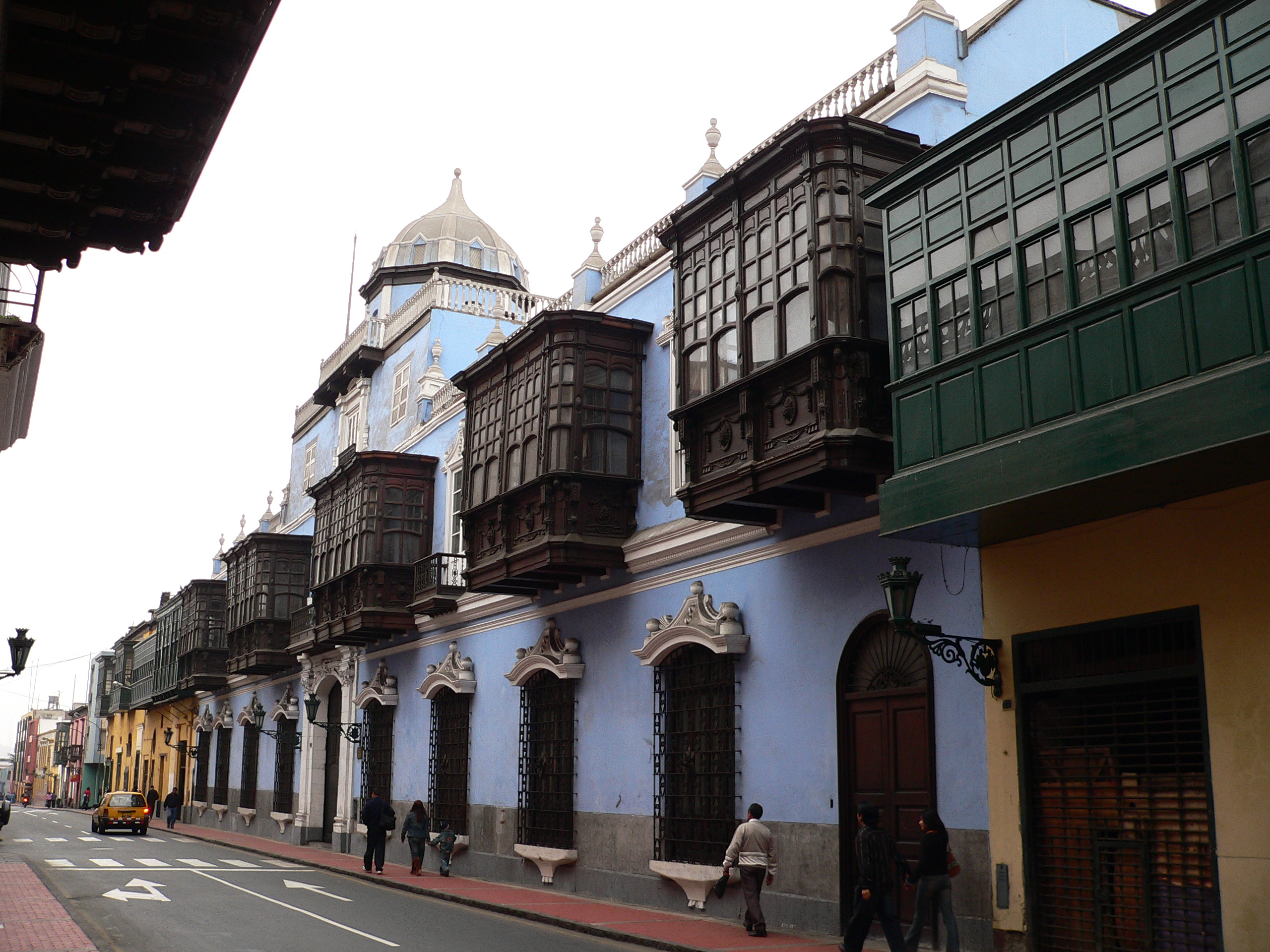
Casa de Osambela, sede de la Academia Peruana de la Lengua (APL) en Lima.

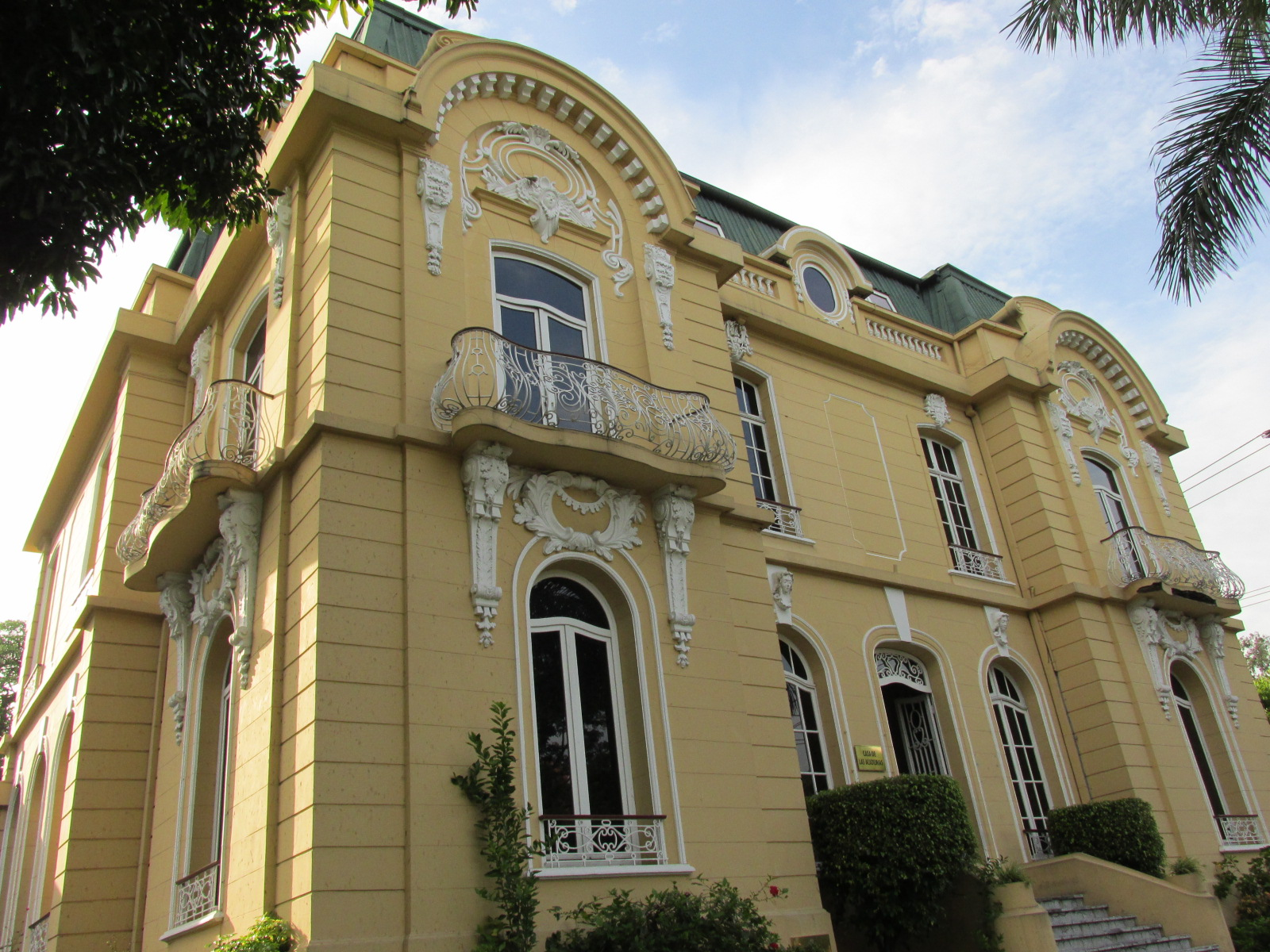
Casa Dueñas, sede de la Academia Salvadoreña de la Lengua (ASL) en San Salvador.

La Real Academia Española (RAE) y el resto de Academias de la Lengua Española forman conjuntamente la Asociación de Academias de la Lengua Española (ASALE), que declara tener como fin impulsar la unidad, integridad y desarrollo del idioma español. Como entidades regulatorias trabajan para difunfir las reglas del uso prescriptivo del idioma y recomendar su aplicación en la lengua hablada y escrita. Estas normas se han visto plasmadas en varias obras de gramática, ortografía y lexicografía, en particular la Ortografía de la lengua española (1999), el Diccionario panhispánico de dudas (2005), la Nueva gramática de la lengua española (2009) y el Diccionario de la lengua española, con 23 ediciones publicadas entre 1780 y 2014 (habiendo sido la última revisada en 20179 y actualizada en 201810 con la designación versión electrónica 23.2).
La ASALE abarca en la actualidad 24 academias, todas en países donde el castellano es idioma oficial o vehicular de facto, más Estados Unidos e Israel. El caso de Israel es atípico al no tratarse de un país de habla hispana mayoritaria, sino donde se encuentran las instituciones que preservan, investigan y fomentan el uso del judeoespañol, por lo que no están sujetas a la aplicación de las normas actuales del idioma español. A tal fin se constituyó en 2018 la Academia Nacional del Judeoespañol, siendo la última en integrarse en la ASALE (en 2020).
| País                 | Academia                                      | Fundación    |
| -------------------- | --------------------------------------------- | ------------ |
| España               | Real Academia Española                        | 1713         |
| Colombia             | Academia Colombiana de la Lengua              | 1871         |
| Ecuador              | Academia Ecuatoriana de la Lengua             | 1874         |
| México               | Academia Mexicana de la Lengua                | 1875         |
| El Salvador          | Academia Salvadoreña de la Lengua             | 1875         |
| Venezuela            | Academia Venezolana de la Lengua              | 1883         |
| Chile                | Academia Chilena de la Lengua                 | 1885         |
| Perú                 | Academia Peruana de la Lengua                 | 1887         |
| Guatemala            | Academia Guatemalteca de la Lengua            | 1887         |
| Costa Rica           | Academia Costarricense de la Lengua           | 1923         |
| Filipinas            | Academia Filipina de la Lengua Española       | 1924         |
| Panamá               | Academia Panameña de la Lengua                | 1926         |
| Cuba                 | Academia Cubana de la Lengua                  | 1926         |
| Paraguay             | Academia Paraguaya de la Lengua Española      | 1927         |
| Bolivia              | Academia Boliviana de la Lengua               | 1927         |
| República Dominicana | Academia Dominicana de la Lengua              | 1927         |
| Nicaragua            | Academia Nicaragüense de la Lengua            | 1928         |
| Argentina            | Academia Argentina de Letras                  | 1931         |
| Uruguay              | Academia Nacional de Letras de Uruguay        | 1943         |
| Honduras             | Academia Hondureña de la Lengua               | 1948         |
| Puerto Rico          | Academia Puertorriqueña de la Lengua Española | 1955         |
| Estados Unidos       | Academia Norteamericana de la Lengua Española | 1973 (*1980) |
| Guinea Ecuatorial    | Academia Ecuatoguineana de la Lengua Española | 2013 (*2016) |
| Israel               | Academia Nacional del Judeoespañol            | 2018 (*2020) |

* Fecha de reconocimiento e integración en la ASALE

### Otras asociaciones relacionadas con la lengua española en el mundo
| País              | Asociación                                             | Fundación | Miembros | web                                                       |
| ----------------- | ------------------------------------------------------ | --------- | -------- | --------------------------------------------------------- |
| Alemania          | Asociación Alemana de Hispanistas                      | 1977      | 436      |                                                           |
| Brasil            | Asociación Brasileña de Hispanistas                    | 2000      | 326      |                                                           |
| Camerún           | Asociación Camerunesa de Hispanistas                   | 1994      |          |                                                           |
| Canadá            | Asociación Canadiense de Hispanistas                   | 1964      |          |                                                           |
| Corea del Sur     | Asociación Coreana de Hispanistas                      | 1981      |          |                                                           |
| Egipto            | Asociación de Hispanistas de Egipto                    | 1968      |          |                                                           |
| Israel            | Asociación de Hispanistas de Israel                    | 2007      |          |                                                           |
| Marruecos         | Asociación de Escritores Marroquíes en Lengua Española | 1997      |          |                                                           |
| Marruecos         | Asociación de Hispanistas de Marruecos                 | 1989      |          |                                                           |
| Rusia             | Asociación de Hispanistas de Rusia                     | 1994      |          | Archivado el 29 de septiembre de 2019 en Wayback Machine. |
| Sahara Occidental | Unión de Periodistas y Escritores Saharauís            | 2005      |          |                                                           |
| Serbia            | Asociación de Hispanistas de Serbia                    | 2008      |          |                                                           |

## Importancia de la lengua internacionalmente
En 2024, el español superó por primera vez los 600 millones de hablantes y repitió como la segunda lengua materna más importante del mundo.

### Organizaciones
- Real Academia Española - Institución española especializada en lexicografía, gramática, ortografía y bases de datos lingüísticas. Productora del diccionario de referencia de la lengua española.
- Instituto Cervantes - El Instituto Cervantes es la institución pública creada por España en 1991 para promover universalmente la enseñanza, el estudio y el uso del español y contribuir a la difusión de las culturas hispánicas en el exterior.
- Asociación de academias de la lengua española - El propósito de la ASALE es, desde su creación en 1951, trabajar a favor de la unidad, integridad y crecimiento de la lengua española, que constituye el más rico patrimonio común de la comunidad hispanohablante.

### Diccionarios
- Wikcionario  tiene un sobre índice de entradas en español.
- Universidad de León (diccionarios de variantes del español) - UniLeon.es Archivado el 19 de junio de 2009 en Wayback Machine.
- Real Academia Española (traductor al español) - oesi.cervantes.es
- Superespanol.com - Diccionario visual con audio
- Diccionario del español de México, publicado por el centro del mismo nombre que pertenece a El Colegio de México, bajo la dirección de Luis Fernando Lara Ramos.

### Cursos y recursos educativos
- Mapas de isoglosas de variantes fonéticas del español en la península ibérica, en JotaMartin.ByetHost33.com.
- Mapa dialectal del español en la península ibérica, en JotaMartin.ByetHost33.com.
- Superespanol. com - Curso básico de español con audio
- Mapas de la Pronunciación del Español.
- BVFE | Biblioteca Virtual de la Filología Española. Director: Manuel Alvar Ezquerra. Directorio bibliográfico de diccionarios, gramáticas, ortografía, ortología, prosodia, métrica, diálogos, etc.

### Artículos y monografías
- Wikiquote alberga frases célebres de o sobre Idioma español.
- Wikilibros alberga un libro o manual sobre Idioma español.
- CVC.Cervantes.es Anuario El español en el mundo.
- Serrat Viñas, Juan (Valladolid, 2001). «El idioma español en el mundo de los negocios mundial». Instituto Cervantes.
- ElCastellano.org: Página de información general sobre el español.
- Ethnologue.org: Página de información general sobre el español (en inglés).
- UIowa.edu («Los sonidos del español», de la Universidad de Iowa).
- Actualidad del español en el mundo, en UnidadEnLaDiversidad.com.
- Ángel Alonso-Cortés y Francisco Cabrillo, «La economía del español», Revista de Libros, 146, febrero de 2009.
- Idioma y poder: el caso del español
- Las lenguas románicas estándar. Historia de su formación y de su uso, Academia de la Llingua Asturiana, Oviedo, 2004
- Ethnologue.com Tabla de idiomas por número de habitantes*
- Lenguajes similares a Español

- Datos: Q1321
- Multimedia: Spanish language / Q1321
- Libros y manuales: Español
- Citas célebres: Idioma español